# Ганна Арендт
Ханна Арендт (нім. Hannah Arendt; 14 жовтня 1906, Ганновер, Німеччина — 4 грудня 1975, Нью-Йорк) — німецько-американська теоретикиня політології, історикиня, викладачка та письменниця єврейського походження. Арендт, чиї праці про тоталітаризм та епістемологію справили значний вплив на політичну теорію, вважають однією з найважливіших мислительок XX століття. Її роботи охоплюють широкий спектр тем, найбільше природу влади та зла, суб'єктів політики, пряму демократію, авторитет, тоталітаризм, антисемітизм і Голокост. В скандальному аналізі суду над нацистом Адольфом Айхманом Арендт дослідила, як звичайні люди стають виконавцями в тоталітарних системах.

## Життєпис
Навчалася та співпрацювала з Мартіном Гайдеґґером, Карлом Ясперсом, Едмундом Гуссерлем. Досвід пережитого нацистського антисемітизму, ув'язнення ґестапо та послідовних еміграцій до Чехословаччини, Швейцарії та США, праці в Молодіжній алії, допомагаючи євреям емігрувати в Палестину виклала у критиці концепту прав людини. Викладала в американських університетах, відмовляючись від призначення на штатну посаду. Ключові роботи: «Витоки тоталітаризму» (1951), «Становище людини» (1958), «Банальність зла. Суд над Айхманом в Єрусалимі» та «Про революцію» (1963). Остання праця «Життя розуму» залишилася незавершеною. На честь мислительки названо низку установ та журнал, присуджують Премію Ханни Арендт за політичне мислення. Спадок письменниці вважається культовим і має назву Арендтіана.

### Ранні роки (1906—1929)
Йоганна Кон Арендт народилася 1906 року в Ліндені (тепер частина Ганновера) в освіченій родині секулярних німецьких євреїв, а зростала здебільшого в Кеніґсберґу. Її родина — купці російського походження з Кеніґсберґа, столиці Східної Пруссії. Бабуся і дідусь Арендт входили до тамтешньої громади реформістського юдаїзму. Дід по батькові, Макс Арендт (1843—1913), відомий бізнесмен, місцевий політик, один з лідерів єврейської громади Кеніґсберґа і член Центральної організації для німецьких громадян єврейської віри (нім. Centralverein). Як і інші члени Centralverein, він передусім вважав себе німцем і не схвалював діяльності сіоністів, таких як молодий Курт Блюменфельд (1884—1963), що був частим гостем їхнього дому і згодом став одним із наставників Ганни. Діти Макса Арендта: Пауль Арендт (1873—1913) — інженер, і Генрієтта Арендт (1874—1922) — поліціянтка, а згодом соціальна працівниця.
Ганна була єдиною дитиною Пауля та Марти (до шлюбу Кон) Арендт (1874—1948), які одружилися 11 квітня 1902 року. Названа на честь бабусі по батьківській лінії. Кони приїхали в Кеніґсберґ з сусідньої російської території (нині Литва) в 1852 році як біженці від антисемітизму і заробляли на прожиття імпортом чаю, підприємство J.N. Cohn & Company стало одним із найбільших у місті. Арендти приїхали до Німеччини з Росії на століття раніше. Батько та мати Ганни були краще освіченими і мали політично лівіші погляди, ніж її бабусі та дідусі, обоє належали до соціал-демократичної партії Німеччини, а не німецької демократичної партії, яку підтримувала більшість їхніх сучасників. Пауль Арендт здобув освіту в Альбертіні (Кеніґсберзький університет), і хоча працював інженером, пишався своєю любов'ю до класики. Зібрав велику бібліотеку, в яку занурилася Ганна. Марта Кон, музикантка, навчалася три роки в Парижі.
Перші чотири роки шлюбу батьки Ганни жили у Берліні, де підтримували соціалістичний журнал Sozialistische Monatshefte. На момент народження Ганни батько працював в електротехнічній фірмі в Ліндені, і вони жили в каркасному будинку на ринковій площі (нім. Marktplatz) . 1909 року сім'я повернулася до Кеніґсберґа через погіршення здоров'я батька, що тривалий час хворів сифілісом, і 1911 року був поміщений у психлікарню Кеніґсберґа. Потім ще довго Ганна мусила щорічно здавати аналізи на реакцію Вассермана щодо вродженого сифілісу. Батько помер 30 жовтня 1913 року, коли Ганні було 7 років, і вона залишилася з матір'ю. Хоча батьки Ганни були нерелігійними, вони з радістю дозволили діду брати її до реформаторської синагоги. В колі її родини було багато інтелектуалів та людей інтелігентної праці. Це було соціальне коло високих стандартів та ідеалів. Як вона пригадувала:
|  | Моє раннє інтелектуальне становлення відбувалося в атмосфері, де ніхто не приділяв великої уваги питанням моралі; нас виховували з припущенням: моральна поведінка — це природно (нім. Das Moralische versteht sich von selbst). |

Цей час був особливо сприятливим періодом для єврейської громади в Кеніґсберзі, важливому центрі Гаскали (просвітництва). Сім'я Арендт ретельно асимілювалась («германізувалась»), і вона згодом пригадувала: «У нас, німецьких переселенців, слово „асиміляція“ набуло „глибокого“ філософського значення. Навряд чи можна зрозуміти, як серйозно ми ставились до неї». Попри ці умови, єврейському населенню бракувало прав повного громадянства, і хоча антисемітизм не був публічним, та все ж існував. Арендт визначила свою єврейську ідентичність негативно після того, як зіткнулася з явним антисемітизмом в дорослому віці. Вона почала сильно ототожнювати себе з Рахель Фарнхаґен (1771—1833), прусською світською левицею, що відчайдушно хотіла асимілюватись в німецьку культуру, і яку не приймали лише тому, що вона народилася єврейкою. Пізніше Арендт сказала про Фарнхаґен, що вона «моя найближча подруга, яка, на жаль, померла вже сто років тому». Згодом Арендт напише книгу про Фарнхаґен.
В останні два роки Першої світової війни мати Ганни організувала соціал-демократичні дискусійні групи і стала послідовницею Рози Люксембург (1871—1919) у той час, коли по всій Німеччині спалахнули соціалістичні повстання. Праці Люксембург пізніше вплинуть на політичне мислення Арендт.  
Закінчивши школу в 1924 році, Арендт вступила до Марбурзького університету, де рік вивчала філософію з Мартіном Гайдеґґером, з яким також мала короткий роман. Після цього навчалась семестр у Фрайбурзькому університеті, де відвідувала лекції Едмунда Хазерла. 1929 року здобула докторський ступінь з філософії в Гайдельберзькому університеті, де під керівництвом Карла Ясперса захистила докторську дисертацію «Поняття любові в Авґустина. Спроба філософської інтерпретації» (нім. Der Liebesbegriff bei Augustin: Versuch einer philosophischen Interpretation).

### Освіта (1922—1929)

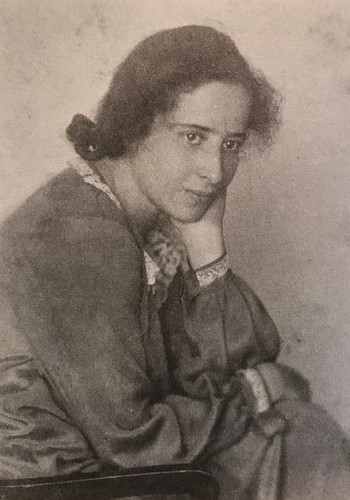
Арендт, 1924

#### Берлін (1922—1924)
1922 року 15-річна Арендт виключена з Луїз-Шулє за бойкот вчителя, який її образив. Натомість, мати влаштувала їй поїздку до Берліна, до друзів сім'ї, що були соціал-демократами. У Берліні вона жила в студентській резиденції і була вільною слухачкою у Берлінському університеті (1922—1923). Арендт сама обрала курси, зокрема класичні дисципліни і християнську теологію, що викладав Романо Ґвардіні. Це дало їй змогу успішно скласти вступний іспит (Абітур) до Марбурзького університету, де 1922 року Мартіна Гайдеґґера призначили професором. Для іспиту її мати найняла приватного репетитора, і тітка Фріда Арендт, вчителька, також допомагала їй, а її чоловік Ернст Арон надав їй фінансову допомогу для навчання в університеті.

#### Марбурґ (1924—1926)
У Берліні через Ґвардіні Арендт знайомиться з К'єркегором і вирішує вивчати богослов'я. У Марбурзі (1924—1926) вивчала класичні мови, німецьку літературу, протестантську теологію (викладав Рудольф Бультман) та філософію (Ніколай Гартманн та Гайдеґґер). Арендт приїхала до Марбурґа тієї осені, коли була в розпалі інтелектуальна революція під керівництвом молодого Гайдеґґера, якого вона благоговійно описувала як «таємного царя, [що] панував у царині мислення».
Знайомство з Гайдеґґером означило драматичний відхід від минулого. Він був вчив, що мислення та «буття» — це єдине ціле. 17-річна Арендт і 35-річнич Гайдеґґер, на той час одружений батько двох маленьких синів, почали тривалі романтичні стосунки. Арендт пізніше критикували за їх стосунки, коли Гайдеґґер підтримав нацистську партію після обрання ректором Фрайбурзького університету в 1933 році. Попри це, його вплив на мислення Арендт був одним з найглибших, і пізніше він розповість, що у ті часи вона надихала його мислити пристрасно. Вони домовилися тримати подробиці стосунків у таємниці, зберігати свої листи, але нікому їх не показувати. Про стосунки не було відомо до 1982 року, коли вийшла біографія Арендт автопства Елізабет Янг-Брюль. До того часу і Арендт, і Гайдеґґер померли, хоча дружина Гайдеґґера Ельфріде (1893—1992) була ще жива. Широка публіка дізналася про роман, коли 1995 року Ельжбета Еттінгер отримала доступ до запечатаної кореспонденції і опублікувала суперечливу переписку, яку використали противники Арендт, щоб поставити під сумнів її цілісність. Переписку, що спричинилася до скандалу, згодом спростували.
У Марбурзі Арендт жила за адресою Лутерштрассе, 4. Дружила з Гансом Йонасом, єдиним одногрупником-євреєм. У Гайдеґґера також вчився друг Йонаса, єврейський філософ Ґюнтер Зігмунд Штерн (1902—1992, син психолога Людвіга Вільгельма Штерна), з яким Арендт пізніше одружилася.Штерн написав докторську дисертацію під керівництвом Едмунда Гуссерля у Фрайбурзі і тепер під керівництвом Гайдеґґера працював над своєю дисертацією, але в той час Арендт майже не помічала його, будучи захоплена Гайдеґґером.

#### Тіні(1925)
Влітку 1925 року, перебуваючи вдома в Кеніґсберзі, Арендт написала єдиний автобіографічний твір «Тіні» (нім. Die Schatten), «опис себе» адресований Гайдеґґеру. У цьому есеї, сповненому туги та гайдеґґерівської мови, пишучи абстрактно від третьої особи, вона розкриває свою невпевненість, пов'язану з її жіночністю та єврейством. Вона описує стан «відчуження» (нім. Fremdheit) — раптову втрату молодості та невинності — з одного боку та «дивацтво» (нім. Absonderlichkeit) — знаходження визначного в банальному — з іншого. У детальному описі свого дитячого болю та прагнення до захисту вона показує свою вразливість, а також те, як любов до Гайдеґґера звільнила її і знову наповнила світ кольором і таємницею. Стосунки з Гайдеґґером вона називає «Незмінна відданість єдиному» (нім. Eine starre Hingegebenheit an ein Einziges). В цей період напруженого самоаналізу Арендт також створила багато поезії, наприклад, вірш «Загублена у самопізнанні» (нім. In sich versunken).

#### Фрайбурґ і Гайдельберґ (1926—1929)
Через рік навчання у Марбурзі Арендт провела семестр у Фрайбурзі, відвідуючи лекції Гуссерля. 1926 року вона переїхала до Гайдельберзького університету, де 1929 року закінчила дисертацію під керівництвом іншого провідного філософа-екзистенціаліста (революційної на тоді філософії) Карла Ясперса (1883—1969), друга Гайдеґґера. Її дисертація мала назву «Поняття любові в Августина: спроба філософської інтерпретації» (нім. Der Liebesbegriff bei Augustin). Підтримуючи з Ясперсом глибокі інтелектуальні стосунки, вона дружила з ним і його дружиною Гертруд Маєр (1879—1974) усе життя. У Гайдельберзі до кола її друзів входив Ганс Йонас, що теж переїхав з Марбурґа, а також група трьох молодих філософів: Карла Франкенштейна, Еріха Ноймана та Ервіна Льовенсона. Іншими друзями та студентами Ясперса були лінгвісти Бенно фон Візе та Гюго Фрідріх, з якими Арендт, за пропозицією Ясперса, відвідувала лекції Фрідріха Гундольфа і які розпалювали її інтерес до німецького романтизму. На лекції Арендт познайомилася з Куртом Блюменфельдом, який познайомив її з єврейською політикою. У Гайдельберзі вона жила в старому місті (нім. Altstadt) поблизу замку, за адресою Шльоссберґ, 16. Будинок знесли у 1960-х, але на вцілілій стіні висить меморіальна табличка (див. Зображення).
Закінчивши дисертацію, Арендт почала писати роботу для габілітації, спочатку обравши тему німецького романтизму, аби почати академічну педагогічну кар'єру. Однак 1929 рік був роком Великої депресії і кінцем золотих років (Goldene Zwanziger) Веймарської республіки, що впродовж наступних 4-х років ставав дедалі нестабільнішим. Арендт як єврейка майже не мала шансів отримати академічне призначення в Німеччині. І все ж вона закінчила більшу частину роботи, перш ніж її змусили покинути Німеччину.

## Кар'єра

### Німеччина (1929—1933)

#### Берлін-Потсдам (1929)

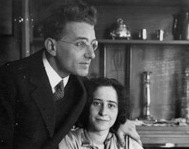
З Ґюнтером Штерном, 1929 рік

1929 року в Берліні Ганна одружилася з Ґюнтером Штерном, пізніше відомим як Ґюнтер Андерс, і вже незабаром почала стикатися з посиленням антисемітизму нацистської Німеччини 1930-х. Влітку Арендт успішно подалась на ґрант до нім. Notgemeinschaft der Deutschen Wissenschaft для підтримки своєї габілітації, що підтримали, зокрема, Гайдеґґер та Ясперс. А тим часом з допомогою чоловіка працювала над виправленнями, аби дисертацію опублікували.

#### Вандерхаре (1929—1931)
Після того, як у Гайдельберґу чоловік Арендт завершив перший варіант роботи для своєї габілітації, подружжя переїхало до Франкфурту, де він сподівався закінчити її. Там Арендт брала участь в інтелектуальному житті університету, відвідуючи лекції Карла Маннгайма і Пауля Тілліха зокрема. Вона співпрацювала з чоловіком інтелектуально, написала статтю про «Дуїнянські елегії» Рільке (1923), обоє писали рецензії на «Ідеологію і утопію» (1929) Маннгайма. Остання була єдиним внеском Арендт в соціологію. У своєму ставленні і до Маннгайма, і до Рільке Арендт вважала, що любов є трансцендентним принципом:
|  | «Тому що в цьому впорядкованому світі немає справжньої трансцендентності, людина також не може перевищити сам світ, а лише здобути вищий ранг».' |

В Рільке вона побачила сучасного секулярного Августина, описуючи «Елегії» як найвищу форму релігійного документа (нім. letzten literarischen Form religiösen Dokumentes). Пізніше вона знайде обмеження трансцендентної любові в поясненні історичних подій, що підштовхнули її до політичної дії. Ще одна тема про Рільке, яку вона розвине, — це відчай не бути почутим. Роздумуючи над першими рядками Рільке, які вона розмістила як епіграму на початку їхнього есе:
|  | Хто з сонму ангелів вчує мій клич, коли скрикну? Оригінальний текст (нім.) Wer, wenn ich schriee, hörte mich denn aus der Engel Ordnungen? |

Арендт і Штерн починають із твердження:
|  | Парадоксальна, неоднозначна та відчайдушна ситуація, з якої можна зрозуміти окремо Дуїнянські Елегії, має дві характеристики: відсутність відлуння та знання марності. Свідома відмова від вимоги бути почутим, відчай від неможливості бути почутим, і нарешті необхідність говорити навіть без відповіді — це справжні причини темряви, брутальності та напруження стилю, в якому поезія вказує на власні можливості та бажання формувати. Оригінальний текст (нім.) Echolosigkeit und das Wissen um die Vergeblichkeit ist die paradoxe, zweideutige und verzweifelte Situation, aus der allein die Duineser Elegien zu verstehen sind. Dieser bewußte Verzicht auf Gehörtwerden, diese Verzweiflung, nicht gehört werden zu können, schließlich der Wortzwang ohne Antwort ist der eigentliche Grund der Dunkelheit, Abruptheit und Überspanntheit des Stiles, in dem die Dichtung ihre eigenen Möglichkeiten und ihren Willen zur Form aufgibt. |

Арендт також опублікувала статтю про Августина (354—430) у Frankfurter Zeitung, аби відзначити 1500-ту річницю його смерті. Вона сприймала цю статтю як місток між своїм ставленням до Августина в дисертації та подальшим дослідженням романтизму. Наприкінці 1931 року стало очевидно, що Штерн не отримає посаду, і сім'я повернулася до Берліна.

#### Повернення до Берліна (1931—1933)

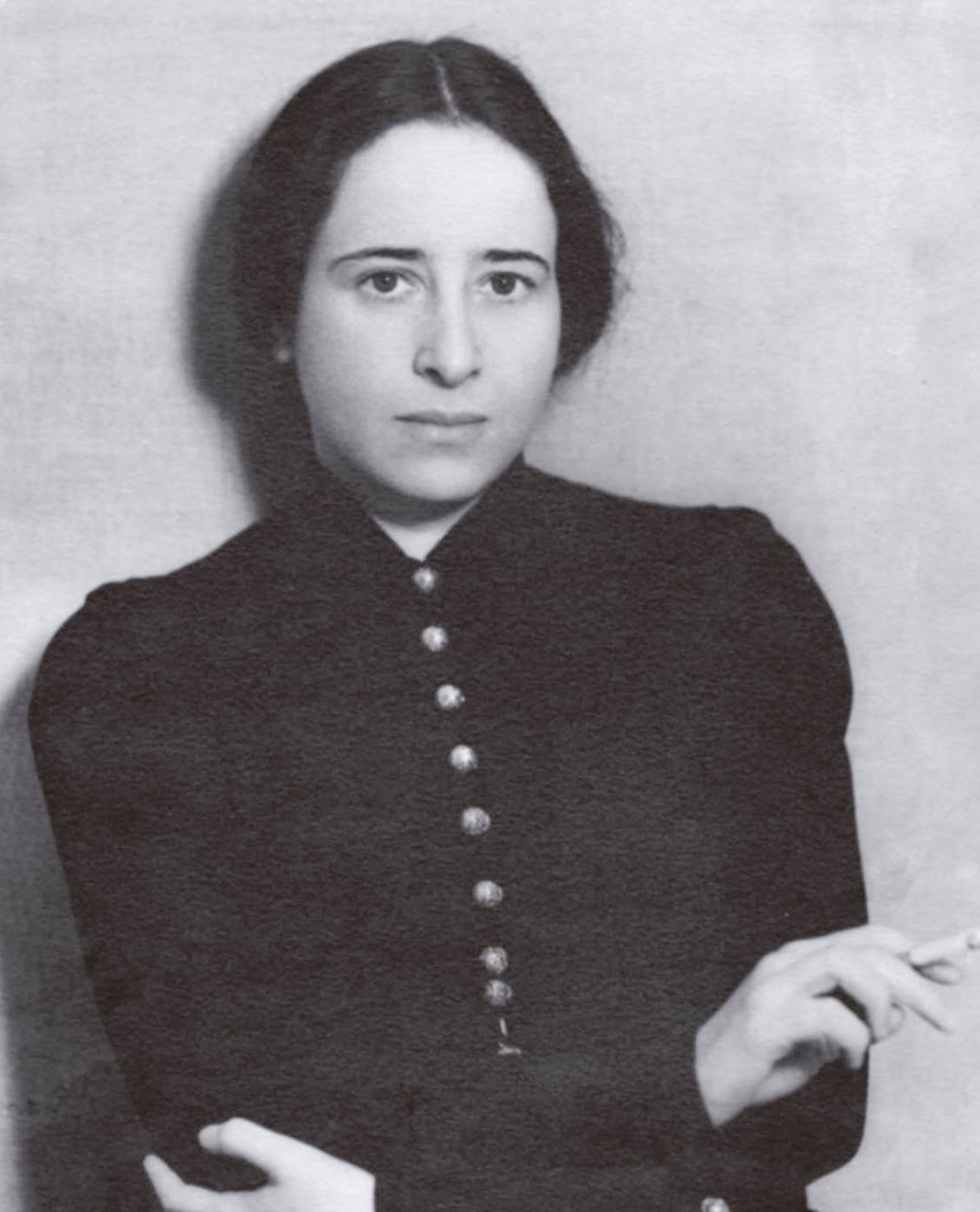
Ганна Арендт, 1933 рік

У Берліні подружжя спочатку мешкало в переважно єврейському районі Баварського кварталу (нім. Bayerisches Viertel або «Єврейська Швейцарія») у Шонеберзі. Бертольт Брехт допоміг Штерну отримати посаду штатного письменника у культурному додатку Berliner Börsen-Courier під редакцією Герберта Ігерінга. Там він почав писати, використовуючи криптонім від імені Ґюнтер Андерс, тобто «Ґюнтер Інший». Арендт допомагала чоловіку в його роботі, але тінь Гайдеґґера зависла над їхніми стосунками. Поки Ґюнтер працював над своєю Habilitationsschrift, Арендт покинула початкову тему німецького романтизму дипломної роботи 1930 року, і натомість звернулася до Рахель Фарнхаґен та питання асиміляції. Енн Мендельсон випадково придбала копії листування Фарнхаґен і схвильовано показала їх Арендт, залишивши цю колекцію їй. Трохи пізніше робота Арендт про романтизм привела її до вивчення єврейських салонів, а згодом і до творів Фарнхаґен. В Рахелі вона знайшла риси, що віддзеркалювали її власні, зокрема, чутливість та вразливість. Фарнхаґен, як і Арендт, знайшла свою долю в своїй єврейськості. Арендт придумала назву для відкриття Фарнхаґен про життя зі своєю долею — «свідома парія». Це була особиста риса, яку Арендт упізнала в собі, хоча вона ще довго не використовувала цей термін.
Повернувшись до Берліна, Арендт стала активніше займатися політикою і почала вивчати політичну теорію, читати Маркса та Троцького, зав'язуючи контакти в Deutsche Hochschule für Politik. Незважаючи на політичні схильності матері та чоловіка, вона ніколи не бачила себе політичною лівою, виправдовуючи власну активність своїм єврейством. Її зростаючий інтерес до єврейської політики та дослідження асиміляції у вивченні Фарнхаґен призвели до публікації її першої статті про юдаїзм «Просвітництво та єврейське питання» (нім. Aufklärung und Judenfrage, 1932). Блюменфельд познайомив її з «єврейським питанням», яке хвилювало його все життя. Тим часом її погляди на німецький романтизм еволюціонували. Арендт написала рецензію на «Походження німецького освітнього принципу» (нім. Die Entstehung des deutschen Bildungsprinzips, 1930) Ганса Вайля, де йдеться про появу освітньої еліти (нім. Bildungselite) за часів Рахель Фарнхаґен. У той же час вона почала займатися описом Макса Вебера статусу єврейського народу в межах держави, як людей з парією (нім. pariavolk) у його праці Wirtschaft und Gesellschaft (1922), запозичивши термін Лазара Бернара «свідома парія» (лат. paria conscient), з яким ідентифікувала себе. В обох цих статтях вона просувала погляди Йоганна Гердера. Ще один її інтерес у той час, статус жінок, вилився в огляд 1932 року книги Еліс Рюле-Ґерстель «Сучасні жіночі питання: Психологічний баланс» (нім. Das Frauenproblem in der Gegenwart. Eine psychologische Bilanz). Хоча й не на підтримку жіночого руху, огляд все ж був співчутливий. Принаймні щодо тогочасного статусу жінок, Арендт скептично ставилася до здатності руху досягти політичних змін. Вона також критично ставилася до руху, бо це був жіночий рух, замість сприяти чоловікам у політичному русі, абстрактний, замість прагнути до конкретних цілей. Так Арендт вторувала Розі Люксембурґ. Як і Люксембурґ, вона пізніше критикуватиме єврейські рухи з тієї ж причини. Арендт послідовно надавала пріоритет політичним питанням над соціальними.
До 1932 року, зіткнувшись з погіршенням політичної ситуації, Арендт глибоко занепокоїлась повідомлення про те, що Гайдеґґер виступав на зборах націонал-соціалістів. Вона написала йому, попросивши заперечити, що його приваблює націонал-соціалізм. Гайдеґґер відповів, що не прагне заперечувати чутки (які були правдивими) і лише запевнив, що його почуття до неї не змінилися. У нацистській Німеччині Арендт, як єврейці, заборонили заробляти на життя і дискримінували, вона звірилась Енн Мендельсон, що, ймовірно, доведеться емігрувати. Ясперс спочатку намагався переконати її вважати себе німкенею, позиція, від якої вона дистанціювалася, підкреслюючи, що є єврейкою і що «для мене Німеччина — це рідна мова, філософія та поезія» (нім. Für mich ist Deutschland die Muttersprache, die Philosophie und die Dichtung), а не ідентичність. Ця позиція спантеличила Ясперса, і він відповів: «Мені дивно що, як єврейка, ти хочеш відрізнятися від німців».
До 1933 року життя єврейського населення в Німеччині ставало все небезпечнішим. У січні Адольф Гітлер став рейхсканцлером, а наступного місяця підпалили рейхстаг. Це призвело до призупинення громадянських свобод, з нападами на лівих, і, зокрема, членів Комуністичної партії Німеччини. Штерн, який мав комуністичні зв'язки, втік до Парижа, але Арендт залишилась, аби стати активісткою. Знаючи, що в неї мало часу, вона використовувала квартиру на Опіцштрассе, 6 у Берлін-Штеґліц, де вони із Штерном мешкали з 1932 року, як підпільний, проміжний дорогою на вокзал, притулок для втікачів. Тепер табличка на стіні будинку засвідчує її рятувальну операцію (див. зображення).

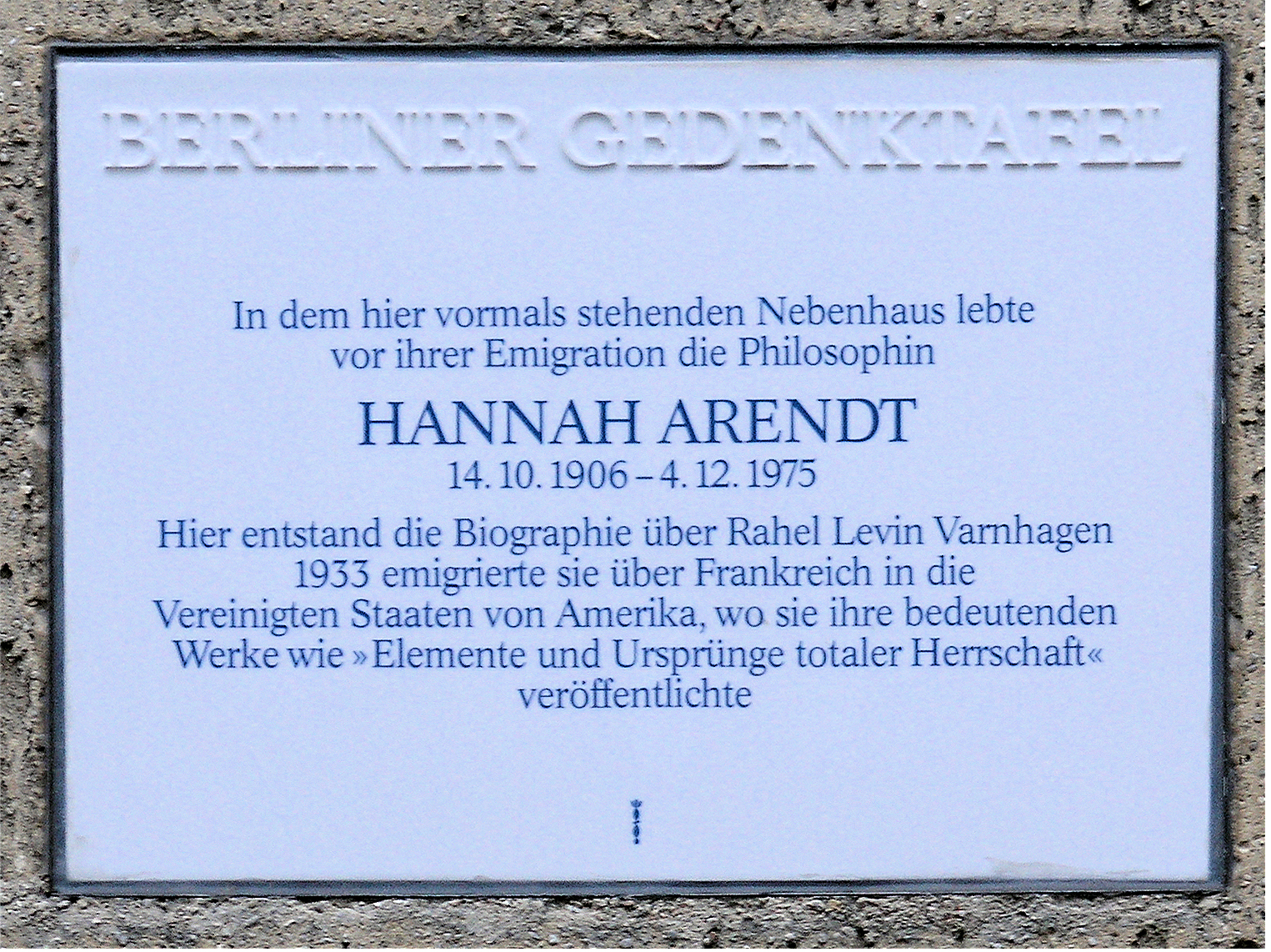
Меморіальна табличка на Опіцштрассе, 6

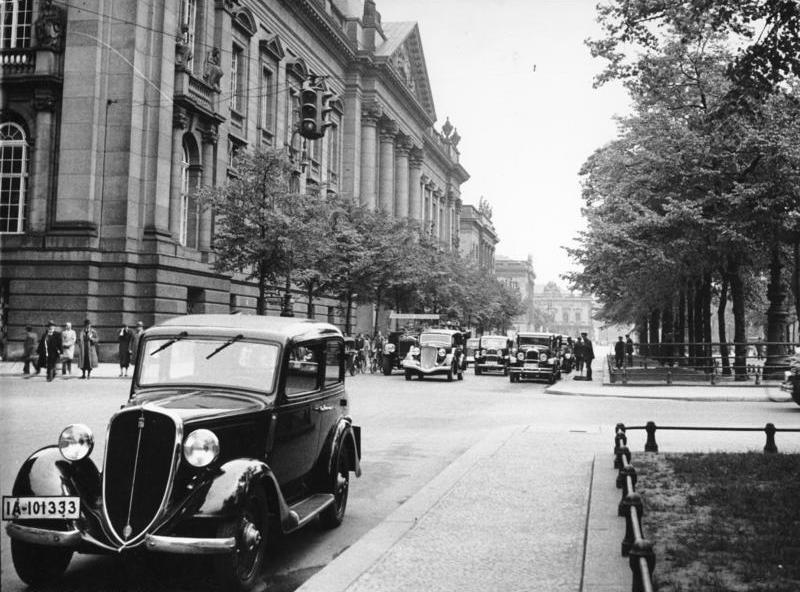
Прусська державна бібліотека

Арендт вже позиціонувала себе як критик зростаючої нацистської партії, 1932 року опублікувавши «Відродження-Адама-Мюллера?», критику привласнення життя Адама Мюллера для підтримки ідеології правого крила. Початок дії антиєврейських законів та бойкот припали на весну 1933 року. Наштовхнувшись на системний антисемітизм, Арендт прийняла наступний мотив:
|  | «Якщо на когось нападають як на єврея, треба захищатись як єврей. Не як німець, не як громадянин світу, не як захисник Прав людини» |

. Тоді Арендт ввела концепцію єврея як парії, яку вона розглядатиме решту життя у своїх єврейських творах. Вона зайняла публічну позицію, опублікувавши частину практично завершеної біографії Рахель Фарнхаґен під назвою «Оригінальна асиміляція: епілог до столітньої річниці Рахель Варнхаген» (нім. Originale Assimilation: Ein Nachwort zu Rahel Varnhagen 100 Todestag) в Kölnische Zeitung 7 березня 1933 року, і трохи пізніше також в Jüdische Rundschau. У статті вона стверджує, що доба асиміляції, що почалася з покоління Фарнхаґен, добігла кінця разом з офіційною державною політикою антисемітизму. Вона почала із заяви:
|  | Сьогодні в Німеччині здається, що асиміляція євреїв повинна оголосити про банкрутство. Загальний соціальний антисемітизм та його офіційна легітимація впливають насамперед на асимільованих євреїв, які вже не можуть захистити себе хрещенням або підкреслюючи свої відмінності від східного юдаїзму. Оригінальний текст (нім.) Die jüdische Assimilation scheint heute in Deutschland ihren Bankrott anmelden zu müssen. Der allgemein gesellschaftliche und offiziell legitimierte Antisemitismus trifft in erster Linie das assimilierte Judentum, das sich nicht mehr durch Taufe und nicht mehr durch betonte Distanz zum Ostjudentum entlasten kann. |

Як єврейка, Арендт прагнула повідомити світові, що відбувалося з її народом у 1930—1933 роках. Вона оточила себе активістами-сіоністами, зокрема Куртом Блюменфельдом, Мартіном Бубером та Салманом Шокеном, і почала досліджувати антисемітизм. Арендт отримала доступ до Прусської державної бібліотеки для своєї роботи над Фарнхаґен. Сіоністська Федерація Німеччини (нім. Zionistische Vereinigung für Deutschland) Блюменфельда переконала її використати цей доступ, щоб отримати докази масштабу антисемітизму для запланованого виступу на Конгресі сіоністів у Празі. Це дослідження на той час було незаконним. Через її дії бібліотекар звинуватив Арендт у антидержавній пропаганді, внаслідок чого Гестапо заарештувало і Арендт, і її матір. Вони відсиділи вісім днів у в'язниці, але її записи були закодовані, і їх не змогли розшифрувати, а молодий співчутливий офіцер зі затримань звільнив її очікувати суду.

### Вигнання: Франція (1933—1941)

#### Париж (1933—1940)

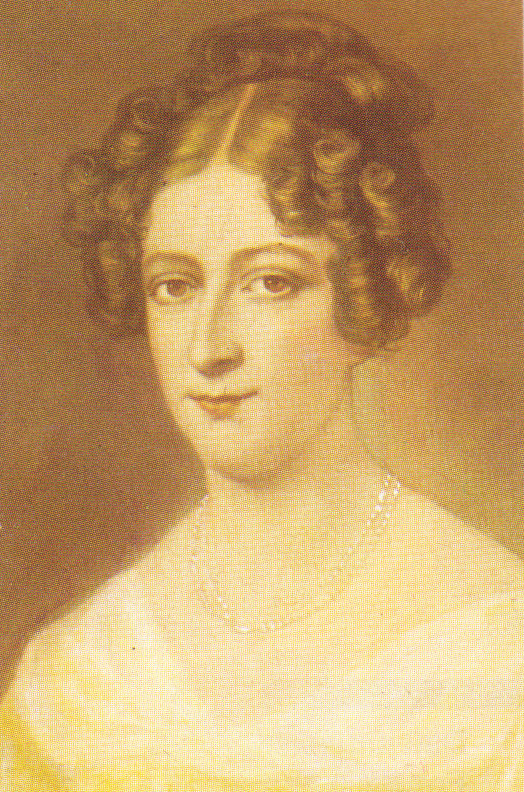
Рахель Варнгаґен, бл. 1800 року

Після звільнення, зрозумівши небезпеку, в якій вона зараз перебуває, Арендт з матір'ю втекла з Німеччини встановленим маршрутом: вночі через Рудні гори до Чехословаччини і далі до Праги, а потім поїздом до Женеви. У Женеві Арендт прийняла свідоме рішення присвятити себе «єврейській справі». Разом з подругою своєї матері вона отримала роботу в Єврейському агентстві за Палестину Ліги Націй, де видавала візи і писала промови. Восени з Женеви Арендт поїхала до Парижа, де возз'єдналася з Штерном і приєдналась до потоку біженців. Тоді як Арендт виїхала з Німеччини без імміграційних документів, її мати мала проїзні документи і повернулася до Кеніґсберґа та свого чоловіка.
У Парижі Арендт подружилася із двоюрідним братом Штерна, марксистським літературознавцем і філософом Вальтером Беньяміном (1892—1940), а також єврейським філософом Реймоном Ароном (1905—1983). Тепер Арендт була емігранткою, вигнанкою, без громадянства, без паперів і залишила позаду Німеччину та німців-фашистів. Її правовий статус був невизначеним, і вона освоювала іноземну мову та культуру, все це впливало на неї психічно та фізично.
1934 року вона почала працювати у просвітницькій програмі Agriculture et Artisanat, яку фінансували сіоністсти: читала лекції і займалась організацією одягу, документів, ліків та освіти для єврейської молоді, яка прагнула емігрувати до Підмандатної Палестини, головно як сільськогосподарські робітники. Спочатку працювала секретаркою, а потім офіс-менеджеркою. Для вдосконалення майстерності вивчала французьку, іврит та ідиш. Таким чином змогла забезпечувати себе та чоловіка.
1935 року, коли організація закрилася, завдяки своїй роботі на Блюменфельда та сіоністів у Німеччині Арендт отримала контакт з заможною меценаткою баронесою Жермен Еліс де Ротшильд (до шлюбу Гальфен, 1884—1975), ставши її помічницею. На цій посаді наглядала за внесками баронеси в єврейські благодійні організації через Центральну конситсорію ізраїлітян Франції в Парижі, хоч у неї залишалось мало часу для сім'ї. Ротшильди впродовж століття очолювали центральну Консисторію, але підтримували все, чого не підтримувала Арендт, виступаючи проти імміграції та будь-якого зв'язку з німецьким єврейством .
Пізніше 1935 року Арендт приєдналася до Молодіжної алії (Молодіжна імміграція), організації, схожої до Agriculture et Artisanata, що її заснували в Берліні в день захоплення Гітлером влади. Вона входила до Хадасси. Ці організації врятували від Голокосту багато людей. Там вона врешті стала генеральною секретаркою (1935—1939) . Її робота у Молодій Алії також включала пошук їжі, одягу, соціальних працівників та юристів, але, перш за все, залучення коштів.
Арендт вперше відвідала Палестину 1935 року, супроводжуючи одну з таких груп, і зустрілась зі своїм двоюрідним братом Ернстом Фюрстом. Під час нацистської анексії Австрії та вторгнення у Чехословаччину 1938 року Париж наповнили біженці, і Ганна Арендт стала спеціальною агенткою з порятунку дітей з цих країн. 1938 року Арендт дописала біографію Рахель Фарнхаґен, хоча її не публікували до 1957 року. У квітні 1939 року, після руйнівного погрому, відомого як Кришталева ніч, що відбувся у листопаді 1938 року, Марта Бервальд зрозуміла, що її дочка не повернеться, і вирішила залишити чоловіка та приєднатися до неї у Парижі. Одна пасербиця померла, а інша переїхала до Англії, Мартін Бервальд не поїхав, і вона більше не мала тісних зв'язків з Кеніґсберґом. 

#### Гайнріх Блюхер
1936 року в Парижі Арендт зустріла берлінського поета і філософа-марксиста, самоука Гайнріха Блюхера (1899—1970). Блюхер був спартакістом, а потім членом-засновником КПД, але його вислали через роботу у Фракції за примирення (нім. Versöhnler). Хоча у 1933 році Арендт возз'дналася зі Штерном, їхній шлюб існував лише формально, а самі вони розійшлися в Берліні. Вона виконувала свої соціальні зобов'язання і використовувала ім'я Ганна Штерн, але стосунки фактично закінчилися, коли Штерн емігрував до Америки разом з батьками 1936 року. 1937 року Арендт позбавили німецького громадянства і вони зі Штерном розлучилися. Вона почала частіше зустрічатись з Блюхером, і врешті стала жити разом. Саме тривалий політичний активізм Блюхера почав наштовхувати думки Арендт у бік політичних дій. Арендт і Блюхер одружилися 16 січня 1940 року, невдовзі після остаточних розлучень обох.

#### Інтернування і втеча (1940—1941)

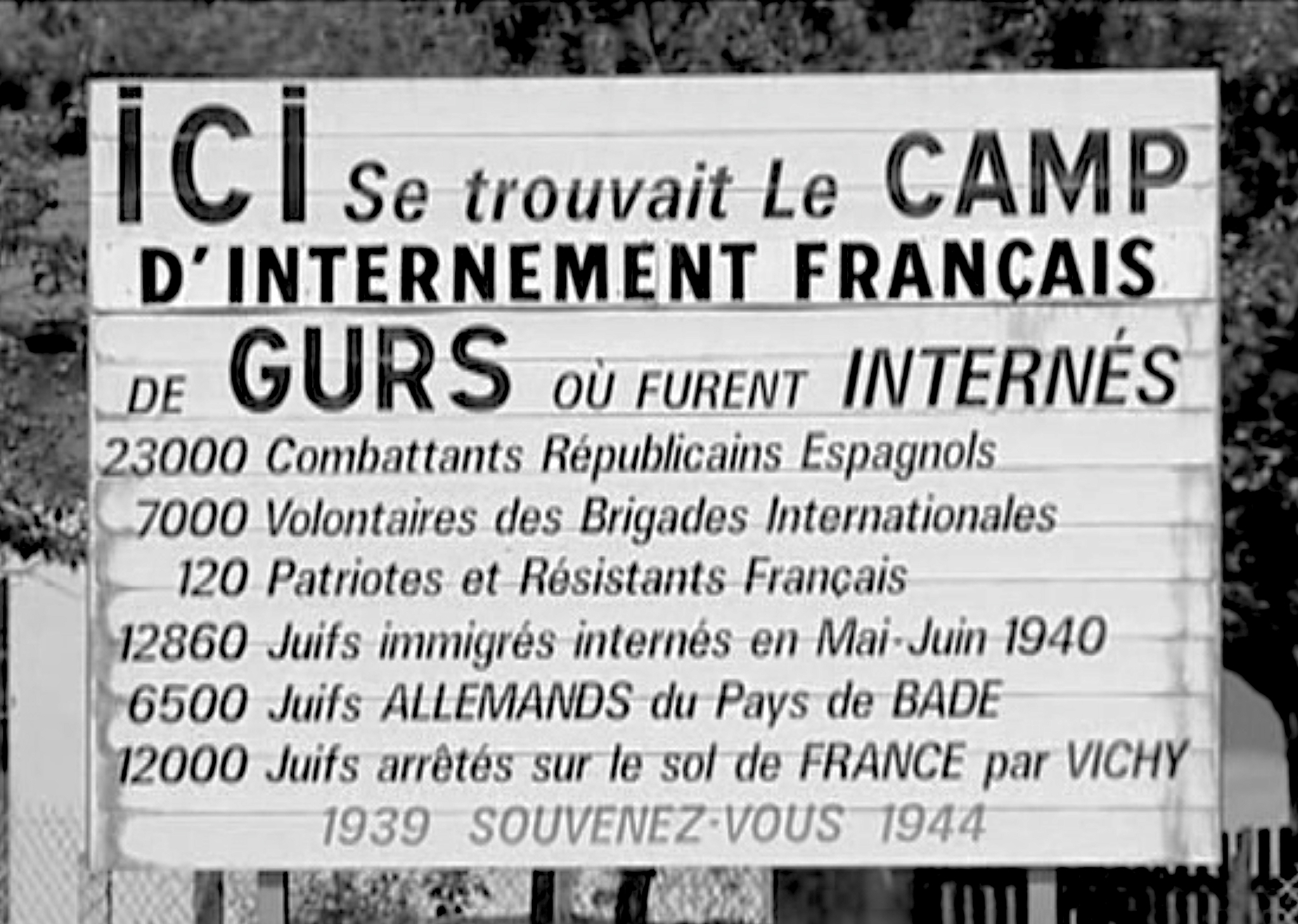
Пам'ятна табличка в таборі Гюрс

5 травня 1940 року військовий генерал Парижа, очікуючи вторгнення Німеччини до Франції та Нижніх країн того ж місяця, видав маніфест з наказом усім «ворожим прибульцям» віком між 17 і 55 роками, що прибули з Німеччини (переважно євреї), окремо звітувати про інтернування. 15 травня жінок зібрали на Велодромі д'Івер, і матері Арендт, якій було більше 55 років, дозволили залишитися в Парижі. Арендт описала процес присвоєння статусу біженців як «створення сучасною історією нового типу людей… їхні вороги поміщають їх в концтабори, а їх друзі — в інтернаційні табори». Чоловіків, включаючи Блюхера, відправили до табору Верне на півдні Франції, недалеко від іспанського кордону. Через тиждень Арендт та інших жінок відправили до табору Гюрс, на захід від Гюрсу. Спочатку табір створили для розміщення біженців з Іспанії. 22 червня Франція капітулювала і підписала Комп'єнське перемир'я, розділивши країну. Гюрс знаходився на південній, підконтрольній Віші ділянці. Арендт описує, як «у результаті хаосу нам вдалося дістати папери на звільнення, з якими вдалося залишити табір», що вона й зробила, разом з приблизно 200 із 7 тис. жінок, утримуваних там, десь через 4 тижні. Тоді там не було Руху опору, але Арендт вдалося пройти пішки і автостопом на північ до Монтобана , поблизу Тулузи, де вона знала, що знайде допомогу.
Монтобан став неофіційною столицею для колишніх затриманих, і подруга Арендт Лотта Семпелл Клемборт перебувала там. Табір Блюхера евакуювали через німецький наступ, і йому вдалося втекти з колони та дістатись до Монтобана, де вони разом переховувались. Незабаром до них приєдналися Енн Мендельсон і мати Арендт. Втекти з Франції було надзвичайно важко без офіційних документів; їхній друг Волтер Бенджамін вбив себе після того, як його затримали, під час спроби втечі до Іспанії. Один з найвідоміших нелегальних маршрутів пролягав з Марселя, де американський журналіст Варіан Фрай працював над тим, щоб зібрати кошти, підробляти папери та давати хабарі чиновникам, зокрема Гайраму Бінгему, американському віце-консулу там.
Фрай та Бінгем забезпечили документи на виїзд та американські візи тисячам біженців, і за допомогою Гюнтера Штерна Ганні Арендт, її чоловікові та матері вдалося забезпечити необхідні дозволи на подорож поїздом у січні 1941 року через Іспанію до Лісабона, Португалія, де вони винайняли квартиру. В травні вони змогли дістатися кораблем до Нью-Йорка. Через кілька місяців по тому операції Фрая припинили, а кордони закрили.

### Нью-Йорк (1941—1975)

#### Друга світова війна (1941—1945)
Прибувши до Нью-Йорка 22 травня 1941 року, вони отримали допомогу від сіоністської організації Америки та місцевого німецького імміграційного населення, зокрема Пауля Тілліха та сусідів з Кеніґсберґа. Вони винайняли кімнату, і Марта Арендт приєдналася до них у червні. Виникла термінова потреба знання англійської мови, і вирішили, що Ганна Арендт має провести два місяці з американською родиною у Вінчестері, штат Массачусетс, за програмою Самопомочі для біженців у липні. Цей досвід був складним для неї, але допоміг сформулювати її ранню оцінку американського життя, Основна суперечність країни — політична свобода в поєднанні з соціальним рабством (нім. Der Grundwiderspruch des Landes ist politische Freiheit bei gesellschaftlicher Knechtschaft).
Після повернення до Нью-Йорка Арендт прагнула писати знову і стала активною учасницею німецько-єврейської громади, опублікувавши свою першу статтю «Від справи Дрейфуса до Франції сьогодні» (в перекладі з німецької) в липні 1942 року. Працюючи над цією статтею, вона шукала роботу, і в листопаді 1941 року її найняла нью-йоркська німецько-єврейська газета Ауфбау, і з 1941 до 1945 року вона писала там політичну колонку, в якій висвітлювала антисемітизм, біженців та потребу в єврейській армії. Вона також дописувала у єврейсько-американський журнал Менора та інші німецькі еміграційні видання.
Першу оплачувану штатну посаду Арендт отимала 1944 року, коли стала директором з науки та виконавчою директором новоствореної Комісії з питань європейської культурної реконструкції, проєктом Конференції з питань єврейських відносин. Там вона склала списки єврейських культурних цінностей у Німеччині та окупованій нацистами Європі, щоб допомогти їх відновити після війни. Разом з чоловіком вони мешкали на 370 Ріверсайд-Драйв у Нью-Йорку та в Кінґстоні, Нью-Йорк, де Блюхер викладав у сусідньому Бард-коледжі довгі роки.

#### Повоєнний час (1945—1975)

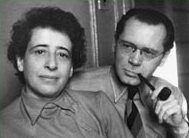
Ганна Арендт з Гайнріхом Блюхером, Нью-Йорк, 1950 рік

У липні 1946 року Арендт залишила посаду в Комісії з питань європейської культурної реконструкції, аби стати редакторкою видавництва Schocken Books, що згодом опублікувало низку її праць. 1948 року вона долучилась до кампанії Джуди Магнеса за створення в Палестині єврейської держави. Вона повернулася до Комісії у серпні 1949 року. В якості виконавчої секретарки подорожувала Європою і працювала в Німеччині, Британії та Франції (з грудня 1949 до березня 1950), щоб домовитись про повернення архівних матеріалів з німецьких установ; досвід, який засмучував її, і все ж вона писала регулярні звіти. У січні 1952 року стала секретаркою Ради, хоча робота організації згорталася, і одночасно займалась власною інтелектуальною діяльністю, втім, зберігала цю посаду до своєї смерті . Робота щодо культурної реституції дала їй додатковий матеріал для вивчення тоталітаризму. У 1950-х Арендт написала «Витоки тоталітаризму» (1951),  Стан людини (1958) та «Про революцію» (1963). 1950 року вона почала листуватися з американською письменницею Мері Маккарті, молодшою на шість років, і невдовзі вони стали подругами на все життя. Того ж року Арендт стала натуралізованою громадянкою США і знову почала зустрічатися з Мартіном Гайдеґґером після колишнього дворічного «квазі-роману» (за висловом американського письменника Адама Кірша). Тоді Арендт захищала його від критиків, що відзначали його захоплене членство в нацистській партії. Вона описала Гайдеґґера як наївну людину, підхоплену силами поза її контролем, і вказала, що філософія Гайдеґґера не має нічого спільного з націонал-соціалізмом. 1961 року вона поїхала до Єрусалиму, щоб написати репортаж про судовий процес Айхмана для журналу «Нью-Йоркер». Цей репортаж вплинув на формування її визнання та викликав багато суперечок (див. нижче). Її роботи отримали багато відзнак, зокрема, данську Премію Соннінґа 1975 року за внесок у європейську цивілізацію.

#### Викладання

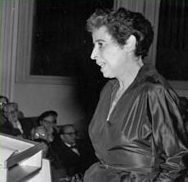
Ганна Арендт читає лекції в Німеччині, 1955 рік

Від 1951 року Арендт викладала у багатьох вищих навчальних закладах та, зберігаючи незалежність, постійно відмовлялася від штатної посади. Вона була запрошеною професоркою університету Нотр-Дам, Каліфорнійського університету, Берклі, Принстонського університету (де була першою жінкою, яку призначили штатним професором 1959 року); та Північно-Західного університету. Також викладала в Чиказькому університеті від 1963 до 1967 року, де була членом Комітету з соціальної думки, Новій школі на Манхгеттені, де була викладачкою університету від 1967 року, Єльському університеті, де була стипендіаткою, і Центрі перспективних досліджень Весліанського університету (1961–62, 1962–63) 1962 року її обрали стипендіаткою Американської академії мистецтв і наук і членом Американської академії мистецтв та літератури 1964 року. 1974 року Арендт зіграла важливу роль у створенні Структурованої ліберальної освіти (СЛУ) в Стенфордському університеті. Вона написала листа до президента Стенфорда, щоб переконати університет прийняти бачення Марка Манкалла про місцеву гуманітарну програму. На момент смерті була професоркою політичної філософії в університеті Нової школи.

## Стосунки

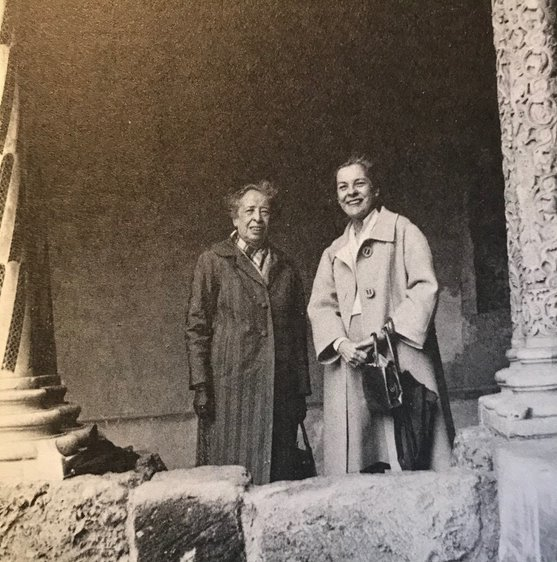
Ганна Арендт і Мері Маккарті

Окрім двох шлюбів та стосунків з Гайдеґґером, Арендт підтримувала низку близьких дружніх стосунків. Листування з багатьма з них опублікували після її смерті, що розкрило більше інформації про спосіб її мислення. Зі своїми друзями вона була одночасно вірною і щедрою, присвятивши їм низку своїх робіт. Дружбу (нім. Freundschaft) вона описала як один із активних режимів існування (нім. tätigen Modi des Lebendigseins), і для неї дружба була центральною як у житті, так і в концепті політики. Ганс Йонас назвав її людиною, що має «геній дружби», а за її власними словами, «любов до дружби» (нім. der Eros der Freundschaft). Її дружні стосунки, засновані на філософії, були з чоловіками та європейцями, тоді як пізніші американські дружні взаємини були різноманітнішими, літературними і політичними. Хоча 1950 року Арендт стала американською громадянкою, її культурні корені залишилися європейськими, а мовою — німецька «нім. Muttersprache». Арендт оточила себе німецькомовними емігрантами, що їх іноді називають «Плем'я». Для неї реальні люди (нім. wirkliche Menschen) були «паріями», але не в сенсі знедолених, а в тому, що вони чужинці, неасимільовані, з чеснотою «соціального нонконформізму … неодмінними інтелектуальними досягненнями», цю думку вона розділяла з Ясперсом. Арендт завжди мала beste Freundin. У підлітковому віці вона на все життя подружилася з Анною Мендельсон Вайль («Аннхен»), своєю Jugendfreundin. Після еміграції до Америки Гільде Франкель, секретарка Пауля Тілліха, зайняла цю роль до своєї смерті 1950 року. Після війни Арендт змогла повернутися до Німеччини і відновила стосунки з Вайль, яка кілька разів вдвідувала Нью-Йорк, особливо після смерті Блюхера в 1970 році. Остання їх зустріч відбулась в Тегна, Швейцарія 1975 року, незадовго до смерті Арендт. Після смерті Франкель Мері Маккарті стала найближчою подругою і довіреною особою Арендт.

## Хвороба та смерть

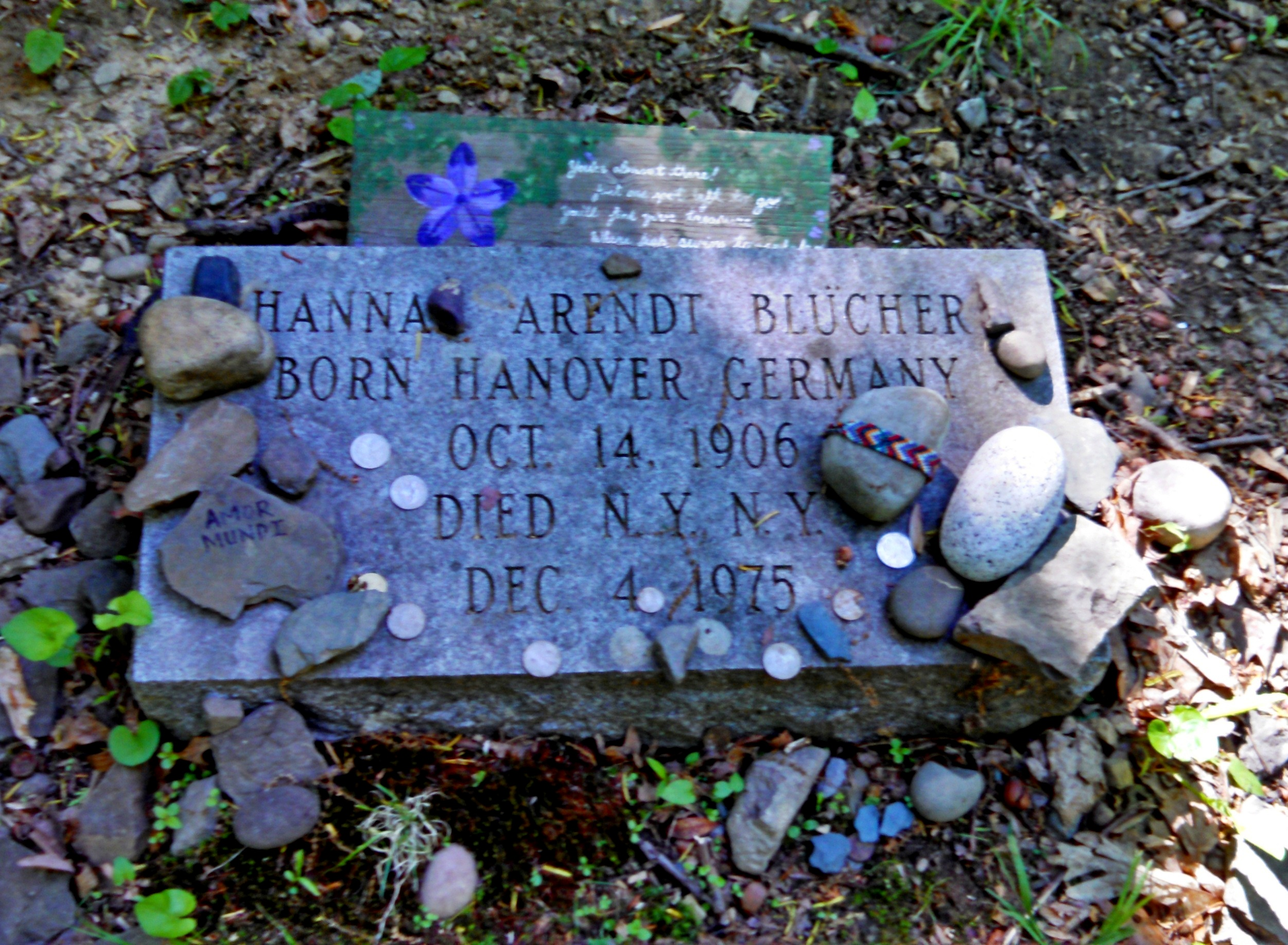
Могила Ганни Арендт у Бард-коледжі на Аннандейл-он-Гадсон

1961 року Гайнріх Блюхер пережив аневризму судин головного мозку і хворіти після 1963 року, перенісши низку інфарктів. 31 жовтня 1970 року він помер від обширного серцевого нападу. Спустошена Арендт раніше казала Мері Маккарті: «Життя без нього неможливо помислити». Арендт також затято курила, її часто зображували з сигаретою в руці. Під час лекції в Шотландії в травні 1974 року вона пережила майже смертельний серцевий напад, і, хоча одужала, далі мала слабке здоров'я і продовжувала курити.
Увечері 4 грудня 1975 року, незабаром після 69-го дня народження, вдома розважаючи друзів, Ганна Арендт мала черговий серцевий напад, від якого вона померла. Її прах поховали поряд з Блюхеровим в Бард-коледжі, на Аннандейл-он-Гадсон, Нью-Йорк, у травні 1976 року.
Після смерті Арендт титульний аркуш заключної частини «Життя розуму» («Судження»), який вона тільки-но почала (судячи із того, що там був заголовок та два епіграфи), знайшли у її друкарській машинці. Згодом його відтворили (див. Зображення).

## Погляди
1961 року, висвітлюючи процес над Адольфом Айхманом в Єрусалимі, Арендт написала листа до Карла Яперса, який Адам Кірш назвав відображенням «чистого расизму» щодо сефардських євреїв з Близького Сходу та ашкеназьких євреїв зі Східної Європи. Вона писала:
|  | Зверху, судді, найкращі з німецького єврейства. Під ними — адвокати-обвинувачі, галичани, але все-таки європейці. Все організовує поліція, від якої мурашки по шкірі, говорять лише на івриті і виглядають як араби. Деякі з них відверто брутальні типи. Вони виконали б будь-який наказ. А за дверима східний натовп, ніби ти в Стамбулі чи в якійсь іншій напівазійській країні. |

Хоча Арендт залишалася сіоністкою під час і після Другої світової війни, вона дала зрозуміти, що виступає за створення єврейсько-арабської федеративної держави в Палестині, а не суто єврейської держави. Вона вважала, що це спосіб вирішити питання єврейського безгромадянства та уникнути підводних каменів націоналізму.
Не лише аналіз Арендт судового процесу Айхмана викликав звинувачення у расизмі. У своєму есеї «Роздуми про Літл-Рок» 1958 року в журналі "Dissent вона висловилася проти десегрегації після інтеграційної кризи у Літл-Рок 1957 року в Арканзасі. Як вона пояснює у передмові, журнал тривалий час не хотів друкувати її статтю, поки вона відрізнялася від ліберальних цінностей видання. Врешті-решт її надрукували разом з критикою. Пізніше The New Yorker всловив подібне вагання щодо її нарисів про суд над Айхманом. Тож реакцією стали жорсткі випади, і Арендт змушена була захищатися у відповідь. Дискусія щодо цього нарису триває досі. Вільям Сіммонс присвятив цілий розділ своєї праці з прав людини «Закон про права людини та маргіналізовані інші» 2011 року критиці позиції Арендт, зокрема, щодо Літл-Рок. Хоча низка критиків вважає, що вона принципова расистка, багато хто з тих, хто захищали позицію Арендт, вказували, що її турбота стосується добробуту дітей — позиції, яку вона зберігала впродовж всього життя. Вона відчула, що діти зазнають травми заради ширшої політичної стратегії насильницької інтеграції. Хоча з часом Арендт поступалася своїм критикам, а саме, що сперечалась як іноземка, вона залишилась при власній точці зору, що дітей не слід розмінювати у передових геополітичних конфліктах.

### Права людини та міграційні кризи
У «Витоках тоталітаризму» Ганна Арендт присвячує великий розділ (Занепад національної держави і кінець прав людини) критичному аналізу прав людини, який називають «найбільш читаним нарисом про біженців, що коли-небудь публікували». Арендт не критично ставиться до політичних прав, натомість відстоює національну або громадянську концепцію прав. «Людські права»  або «Права людини», як їх зазвичай називають, є універсальними, невідчужуваними та отримуються вже за буття людиною. Навпаки, цивільними правами володіють завдяки приналежності до політичної спільноти, найчастіше — за буття громадянином. Основна критика Арендт щодо прав людини полягає в тому, що вони неефективні та ілюзорні, оскільки їх дотримання іде врозріз з національним суверенітетом. Вона стверджувала, що оскільки немає політичних повноважень вищих, ніж у суверенних націй, уряди держав мало зацікавлені в повазі прав людини, коли така політика суперечить національним інтересам. Найчіткіше це можна зрозуміти, вивчивши поводження з біженцями та іншими особами без громадянства. Оскільки у біженців немає держави, яка б забезпечила їх громадянські права, єдині права, до яких вони повинні апелювати — це права людини. Таким чином Арендт використовує біженців як тестовий випадок для вивчення прав людини у відриві від цивільних прав. Аналіз Арендт описує перипетії біженців у першій половині ХХ століття, а також власний досвід біженки, що рятується від нацистської Німеччини. Вона стверджувала, що, оскільки державні уряди почали наголошувати на національній ідентичності, як необхідній умові повноцінного правового статусу, кількість іноземців, які живуть у меншості, зросла разом із кількістю осіб без громадянства, яких жодна держава не бажала визнати юридично. Два потенційні рішення проблеми біженців, репатріація та натуралізація, не змогли вирішити кризу. Арендт стверджувавла, що репатріація не змогла вирішити кризу біженців тому, що жоден уряд не готовий був їх прийняти і заявити, що вони є своїми. Коли примусово депортували біженців до сусідніх країн, приймаюча країна визнавала таку імміграцію незаконною і тому не вдалося змінити основний статус мігрантів як осіб без громадянства. Спроби натуралізації та асиміляції біженців також не мали великого успіху. Ця невдача була передусім результатом опору як державних урядів, так і більшості громадян, оскільки вони прагнули сприймати біженців як небажаних осіб, що загрожують їх національній ідентичності. Опір натуралізації також був від самих біженців, що чинили опір асиміляції і намагалися зберегти власну етнічну та національну ідентичність. Арендт стверджує, що ні натуралізація, ні традиція надання притулку не змогли впоратися із великою кількістю біженців. Замість того, щоб прийняти деяких біженців із законним статусом, держава часто відповідала денатуралізацією меншин, що поділяли національні чи етнічні зв'язки з біженцями без громадянства. Вона стверджує, що послідовне поводження з біженцями, більшість з яких розміщувались в інтернаційних таборах, є свідченням відсутності прав людини. Якщо до поняття прав людини, як універсальних та невідчужуваних, ставитись серйозно, то ці права повинні реалізовуватись з огляду на особливості сучасної ліберальної держави. Арендт зробила висновок: «Права людини, нібито невідчужувані, виявилися невиконаними — навіть у країнах, де конституції ґрунтувалися на них  — кожного разу, щойно з'являлися люди, які вже не були громадянами жодної суверенної держави». Арендт стверджує, що вони не можуть бути реалізовані, оскільки конфліктують принаймні з однією особливістю ліберальної держави — національним суверенітетом. Один з головних способів здійснення нацією суверенітету — це контроль над національними кордонами. Державні уряди послідовно надають своїм громадянам вільний рух для переходу національних кордонів. Навпаки, рух біженців часто обмежується в ім'я національних інтересів. Це обмеження представляє дилему для лібералізму, оскільки ліберальні теоретики, як правило, віддані і правам людини, й існуванню суверенних націй.
В одному з найцитованіших уривків Арендт висуває концепцію, що права людини — це не що інше, як абстракція:
|  | Концепція прав людини, що ґрунтується на передбачуваному існуванні людини як такої, зламалася в той самий момент, коли ті, хто сповідував у це вірити, вперше зіткнулися з людьми, які справді втратили всі інші якості та конкретні стосунки — крім що вони ще були людьми. Світ не знайшов нічого святого в абстрактній наготі буття людини. |

### Фемінізм
В оточенні феміністок, як основоположниця у світі, де до цього часу панували чоловіки, Арендт не називала себе феміністкою. Вона протиставляла себе соціальним вимірам Руху визволення жінок, закликаючи до незалежності, але завжди пам'ятаючи про Viva la petite différence!. Коли Арендт стала першою жінкою, яку призначили професором у Принстоні 1953 року, ЗМІ дуже цікавились цим винятковим досягненням, але вона ніколи не хотіла, аби її розглядали як виняток, а радше жінку («виняткову жінку») або єврейку, наголошуючи, що «мене взагалі не обходить, що я жінка-професор, бо я дуже добре звикла бути жінкою». 1972 року, обговорюючи звільнення жінок, вона зауважила: «справжнє запитання — що ми втратимо, якщо переможемо?» Вона радше насолоджувалась тим, що вважала привілеєм бути жіночною, а не феміністкою, «надзвичайно жіночною, а тому не феміністкою» (Ганс Йонас). Арендт вважала, що деякі професії і посади не пасують жінкам, зокрема ті, що стосуються управління, й сказала Ґюнтеру Ґаусу: «Це просто не добре, коли жінка дає накази». Попри ці погляди і те, що її називали «антифеміністкою», позицію Арендт щодо фемінізму досліджували неодноразово. Останніми роками свого життя Вірджинія Гелд зазначила, що погляди Арендт еволюціонували з появою нового фемінізму в Америці в 1970-х і вона визнала важливість жіночого руху.

## У культурі
Написано кілька біографій, зосереджених на стосунках Ганни Арендт і Мартіна Гайдеґґера. 1999 року французька філософ-феміністка Катрін Клеман написала роман «Мартін і Ганна» , де розмірковує про трикутник стосунків між Гайдеґґером, Арендт і його дружиною Ельфріде Петрі. Окрім стосунків, цей текст — серйозне дослідження філософських ідей, що зосереджується на останній зустрічі Арендт з Гайдеґґером у Фрайбурзі 1975 року. Ця сцена опирається на опис Елізабет Янґ-Брюль з книги «Ганна Арендт: Любов світу» (1982), але сягає їх дитинства, а також ролі Гайдеґґера у заохоченні стосунків між двома жінками. Роман досліджує підтримку Гайдеґґером нацизму, провідником якого він був у Німеччині та, як і в ставленні Арендт до Айхмана, складні взаємозв'язки між колективною провиною та особистою відповідальністю. Клеман також вводить іншого наставника та довірену особу Арендт, Карла Ясперса, у цю матрицю стосунків.
Фільм «Ганна Арендт» (2012)
Життя Арендт залишається частиною сучасної культури та думки. 2012 року вийшов німецький фільм Ганна Арендт режисерки Марґарете фон Тротта. Фільм, де головну роль виконала Барбара Сукова, зобразив суперечку щодо висвітлення Арендт судового процесу Айхмана та книги, через яку її неправильно розуміли, бо вона нібито захищала Айхмана і звинувачувала єврейських лідерів у Голокості.

## Спадщина
Ганна Арендт вважається однією з найвпливовіших політичних філософів ХХ століття. Як політична теоретик, філософка-моралістка і полемістка, вона є неперевершеною як щодо розмаху, так і щодо моральної стійкости. 1998 року Вальтер Лакер заявив, що «жоден філософ і політичний мислитель ХХ століття не має нині такого широкого відгомону як філософ, історик, соціолог, а також журналіст». У популярній уяві Арендт відома передусім реакцією на її роботу про Адольфа Айхмана, зокрема, фразою «банальність зла». Спадщину Арендт описують як культ, але сама вона уникала публічності, не очікуючи, як пояснила Карлу Ясперсу 1951 року, побачити себе «дівчиною з обкладинки» в газетних кіосках. У Німеччині проводять тури місцями, пов'язаними з її життям.
Вивчення життя і творчості Ганни Арендт та її політико-філософської теорії називають Арендтіаною. Своїм заповітом вона заснувала Літературний траст Ганни Арендт-Блюхер як організацію що зберігає її твори та фотографії. Її особиста бібліотека поміщена в бібліотеку Стівенсона у Бард-коледжі 1976 року, вона нараховує близько 4 тисяч книг, ефемерів і памфлетів з останньої квартири Арендт, а також її бюро (в будинку Маккарті). Коледж розпочав архівування частини колекції в цифровому вигляді, яка доступна в The Hannah Arendt Collection. Більшість її праць зберігають в Бібліотеці Конгресу, а листування з німецькими друзями та наставниками, як-от Гайдеґґером, Блюменфельдом та Ясперсом, у Німецькому літературному архіві у Марбаху. Бібліотека Конгресу налічувала понад 50 книг, написаних про неї до 1998 року, і це число продовжувало зростати, як і кількість наукових статей, яких на той час налічувалась 1 тисяча.
В установах, де викладала Арендт, вшанували її життя і творчість, створивши центри її імені у Барді (Центр політики та гуманітарних наук імені Ганни Арендт) та Новій школі, в штаті Нью-Йорк. У Німеччині її внесок у розуміння авторитаризму відзначено Інститутом досліджень тоталітаризму імені Ганни Арендт (Hannah-Arendt-Institut für Totalitarismusforschung) у Дрездені. Існують асоціації Ганни Арендт (Hannah Arendt Verein), як-от Hannah Arendt Verein für politisches Denken у Бремені, що присуджує щорічну Премію за політичне мислення імені Ганни Арендт (Hannah-Arendt-Preis für politisches Denken), засновану 1995 року. В Ольденбургу Центр Ганни Арендт в Університеті Карла фон Осєцького створили 1999 року, де зберігають велику колекцію її робіт (Архів Ганни Арендт), а також адмініструють інтернет-портал HannahArendt.net (Журнал політичного мислення), і серію монографій, Hannah Arendt-Studien. В Італії Центр політичних досліджень імені Ганни Арендт знаходиться в Університеті Верони для досліджень Арендтіани.
2017 року створено журнал «Arendt Studies», що публікує статті з вивчення життя, творчості та спадщини Ганни Арендт. У багатьох місцях, пов'язаних із нею, виставлені пам'ятки про неї, наприклад, її студентська карта в Гайдельберзькому університеті (див. Зображення). 2006 року, в річницю її народження, її пам'ять вшанували конференціями та урочистостями в усьому світі.
2015 року режисерка Ада Ушпіз випустила документальний фільм про Ганну Арендт, Vita Activa: Дух Ганни Арендт. Нью-Йорк Таймз назвав його критикою на свою адресу. З-поміж багатьох інших, фотопортрет Арендт 1944 року, зроблений Фредом Штайном (див. Зображення), чиєю роботою вона захоплювалася, став знаковим, і коли він з'явився на німецькій поштовій марці (Див. Зображення), говорили, що портрет відоміший за самого фотографа. Серед організацій, що визнали внесок Арендт в цивілізацію та права людини, — Управління Верховного комісара ООН у справах біженців (УВКБ ООН).

### Сучасний інтерес
Зростання нативізму, наприклад, обрання Дональда Трампа в Америці та занепокоєння щодо все авторитарнішого стилю управління, призвели до зростання інтересу до Арендт та її творів. Зокрема, радіопередачі та письменники, серед яких Джеремі Адельман та Зої Вільямс, переглянули заново ідеї Арендт, аби знайти, наскільки вони інформативні для нашого розуміння рухів, які називають «Темні часи». У той же час Амазон повідомив, що розпродав всі примірники «Джерел тоталітаризму» (1951). Мітіко Какутані розглядає явище, яке називає «Смерть правди». У своїй книзі вона стверджує, що підйом тоталітаризму базувався на зневажанні правди. Вона починає свою книгу великою цитатою з «Джерел тоталітаризму»:
|  | Ідеальний суб'єкт тоталітарного правління — це не переконаний нацист чи переконаний комуніст, а люди, для яких різниця між фактом і вигадкою (тобто реальність досвіду) та відмінність між справжнім і неправдивим (тобто стандартами думки) більше не існує. |

Какутані та інші вважали, що слова Арендт говорять не просто про події ХХ століття, але однаково стосуються сучасного культурного ландшафту, сповненого фальшивими новинами і брехнею. Вона також звертається до нарису Арендт «Брехня в політиці» зі збірки «Кризи в республіці», вказуючи на рядки: «Історик знає, наскільки вразлива вся текстура фактів, в яких ми проводимо своє повсякденне життя; вона завжди загрожує бути пробитою поодинокою брехнею або розірваною на клаптики організованою брехнею груп, націй чи класів, або запереченою і спотвореною, часто ретельно прикритою шматочками неправди, або просто їй дозволяють впасти в небуття. Факти потребують пам'яті, що слід пам'ятати, і встановлювати довірених свідків, щоб знайти безпечне житло в галузі людських справ».
Какутані зауважує, що Арендт привернула увагу до критичної ролі, яку відіграє пропаганда в газлайтингу населення, цитуючи рядки:
|  | У постійно мінливому, незрозумілому світі маси досягли такої точки, що вони водночас повірили б у все і в ніщо, думали, що все можливо і що нічого не відповідає дійсності. … Тоталітарні лідери мас ґрунтували свою пропаганду на правильному психологічному припущенні, що за таких умов можна було змусити людей повірити найфантастичнішим заявам одного дня, і вірити, що якщо наступного дня їм нададуть беззаперечні докази неправди, вони сховаються у цинізмі; замість того, щоб кинути лідерів, які їм брехали, вони протестуватимуть, що знали весь час, що ця заява була брехнею, і захоплюватимуться лідерами за їхню вищу тактичну кмітливість. |

Але також актуально, що Арендт мала ширший погляд на історію, ніж просто як на тоталітаризм початку ХХ століття, заявивши, що «свідома фальсифікація і відверта брехня використовуються як законний засіб для досягнення політичних цілей від початку письмової історії». Сучасна актуальність відображається також у поширенні її вислову «ніхто не має права коритися», щоб відобразити, що дії є результатом вибору, а отже, і судження, і що ми не можемо відмовлятися від відповідальності від того, до чого ми маємо силу діяти. Крім того, центри, створені з метою підтримки дослідження Арендтіани, у її роботах продовжують шукати рішення для широкого кола сучасних питань.
Вчення Арендт про покору були також пов'язані з суперечливими психологічними експериментами Стенлі Мілґрема, які припускали, що звичайних людей легко можна спонукати скоїти жорстокість. Сам Мілґрем звернув на це увагу 1974 року, заявивши, що він перевіряє теорію про те, що Айхман, як і інші, буде просто виконувати накази, але на відміну від Мілґрема, Арендт стверджувала, що дії передбачають відповідальність.
Теорії Арендт щодо політичних наслідків того, як країни поводяться з біженцями, залишаються актуальними і переконливими. Арендт спочатку спостерігала за переміщенням великої кількості населення без громадянства і без прав, до яких ставилися не як до людей в біді, а як до проблеми, яку треба вирішити, а в багатьох випадках — протистояти. Про це вона написала у своєму нарисі 1943 року «Ми біженці». Ще одна тема Арендтіани, яка знаходить відгомін у сучасному суспільстві — її спостереження, натхнене Рільке, про відчай бути непочутими, марність трагедії, яка не знаходить слухача, що може заспокоїти, дати впевненість та втручання. Прикладом цього є збройне насилля в Америці і наслідки політичної бездіяльності.
«У пошуках останньої агори» — ілюстрований документальний фільм ліванського режисера Раяна Даббоса про працю Ганни Арендт 1958 року «Людський стан», вийшов 2018 року, до 50-річчя книги. Екранізований в Коледжі Барда, експериментальний фільм описують як пошук «нового значення в концепціях політичної теоретики про політику, технологію і суспільство у 50-х роках», зокрема в її передбаченні зловживань явищами, невідомими за часів Арендт, включаючи соціальні медіа, інтенсивну глобалізацію і нав'язливу культуру знаменитостей.

### Пам'ять
Життя та творчість Ганни Арендт продовжують вшановувати різними способами, як-от табличками (нім. Gedenktafeln) із зазначенням місць, де вона жила. В її честь названо низку громадських місць та установ, зокрема школи. Також на її батьківщині є День Ганни Арендт (Hannah Arendt Tag). Різні об'єкти названо в її честь: від астероїдів до поїздів, а також її зображено на марках. Музеї і фонди названо на її честь.

### Журнал Arendt Studies
Arendt Studies — це рецензований науковий журнал, що вивчає життя, роботу і спадщину Ганни Арендт. Заснований 2017 року, він публікує дослідницькі статті і переклади, зокрема перший англійський переклад Ганни Арендт «Націє-держава і демократія» (1963). Серед його авторів(-ок): Ендрю Бенджамін, Пег Бірмінгем, Адріана Кавареро, Роберт П. Кріс і Сельсо Лафер. Статті, опубліковані в цьому журналі, включають у міжнародну Бібліографію Ганни Арендт. Arendt Studies також включено до JSTOR. Його редагує Джеймс Баррі в Університеті Індіани і видає Центр філософських документів.

## Праці
Арендт писала твори з інтелектуальної історії як філософ, використовуючи події та дії, аби розвинути уявлення про сучасні тоталітарні рухи і загрозу свободі людини від наукового абстрагування та буржуазної моралі. В інтелектуальному плані вона була незалежною мислителькою, індивідуалісткою, а не «товаришкою», відокремлюючи себе від течій чи ідеологій. Окрім основних праць, опублікувала низку антологій, зокрема «Між минулим та майбутнім» (1961),  «Люди за темних часів» (1968)  та «Кризи республіки» (1972). Також писала для багатьох медіа, зокрема «The New York Review of Books», «Commonweal» , «Dissent» та «The New Yorker». Мабуть, найкраще її знали за розповідями про Адольфа Айхмана та його судовий процес через бурхливу суперечку, яку вони породили.

### Політична теорія та філософська система
Хоча Арендт ніколи не розробляла цілісної політичної теорії, і її роботу складно категоризувати, традиція думки, що найтісніше ототожнюється з нею, це традиція громадянського республіканізму — від Арістотеля до Токвіля. Її політична концепція зосереджена на активному громадянстві, яке наголошує на громадянській участі та колективній дискусії. Вона вважала, що попри всі старання, уряду ніколи не вдасться знищити свободу людини, незважаючи на те, що сучасні суспільства часто відступають від демократичної свободи з притаманним їй безладом до відносного комфорту адміністративної бюрократії. Її політична спадщина — сильний захист свободи в умовах дедалі менш вільного світу. Арендт не дотримується єдиної систематизованої філософії, а навпаки, охоплює коло предметів, що висвітлюють тоталітаризм, революцію, природу свободи та властивості думки і здорового глузду.
Хоча Арендт найкраще знана за роботу про «темні часи», природу тоталітаризму і зла, вона пронизала це іскрою надії та впевненості в природі людства:
|  | Що навіть за найтемніших часів ми маємо право сподіватися бодай якогось промінця, не стільки від теорій та понять, скільки від непевного, мерехтливого і незрідка кволого світла, котре дехто в своєму житті і праці, засвідчує за будь-яких обставин і котрим осяває визначений йому на землі строк. |

### «Любов і святий Августин»(1929)
Докторську дисертацію Арендт «Поняття любові в Авґустина» опубліковано 1929 року і її розкритикували, хоча англійський переклад не з'являвся до 1996 року. У цій роботі вона поєднує підходи як Гайдеґґера, так і Ясперса. Інтерпретація Арендт любови у праці Августина стосується трьох понять: любови як жаги чи бажання (лат. Amor qua appetitus), любови у стосунках між людиною (лат. creatura) та творцем (лат. Creatura) та любови до ближніх (лат. Dilectio proximi). Любов як жага передбачає майбутнє, тоді як любов до Творця стосується згадуваного минулого. З цих трьох, caritas або лат. dilectio proximi сприймається як найфундаментальніша, на яку дві перші орієнтовані, до яких вона ставиться як до суспільного життя (лат. vita socialis). Друга з Заповідей любови (або Золоте правило) «Возлюби ближнього свого як самого себе» об'єднує і перевершує попередню Мт. 22:39. Вплив Августина (і погляди Ясперса на його творчість) зберігся в працях Арендт до самої смерті. Деякі з лейтмотивів її канону були очевидними: ввівши концепцію Натальності як ключової умови існування людини та її ролі у розвитку особистості, вона розвивала її далі в «Становищі людини» (1958). Вона пояснила, що застосувала конструкт натальності у своєму обговоренні нових починань і піднесення людини до Творця як nova creatura. Центральність теми народження та оновлення очевидна в постійному відсиланні до Августинської думки, а саме до новаторської природи народження — від цієї, першої її роботи до останньої, «Життя розуму». Любов — ще одна об'єднавча тема. Окрім обміркованих у її дисертації Августинських видів любови, вислів amor mundi (любов світу) часто асоціюють з Арендт, і всі вони пронизали її роботу та були поглинаючою пристрастю. Вона взяла фразу з проповіді Августина в першому посланні святого Іоанна: «Якщо любов світу живе в нас». «Amor mundi» була першопочатковою назвою «Становища людини» (1958), підзаголовком біографії Елізабет Янг-Брюль (1982), назвою збірки творів про віру в її роботі, а також назвою інформаційного бюлетеня Центру Ганни Арендт у Бард-коледжі.

### «Витоки тоталітаризму»(1951)
Перша велика книга Ганни Арендт «Витоки тоталітаризму» (1951), досліджувала коріння комунізму та нацизму, містила три нариси: «Антисемітизм», «Імперіалізм» та «Тоталітаризм». Арендт стверджує, що тоталітаризм був «новою формою правління», яка «суттєво відрізняється від інших відомих нам форм політичного гноблення, таких як деспотія, тиранія та диктатура» тим, що застосовувала терор для підкорення масового населення, а не просто політичних супротивників. Критика включала інтерпретацію, що ці два рухи зображуються як однаково тиранічні. Арендт також стверджувала, що єврейськість не була головним чинником Голокосту, а лише зручною заміною, оскільки нацизм застосовував терор і послідовність, а не просто викорінення євреїв. Арендт пояснила тиранію, використовуючи вислів Канта «Радикальне зло», за яким їх жертви стали «Зайвими людьми». У пізніших виданнях вона розширила текст, включивши свої праці «Ідеологія та терор: нова форма правління» та про Угорську революцію, але потім опублікувала останню працю окремо.
Ганна Арендт розглядає радянський і нацистський режими в одному ряду з європейськими колоніями в Африці та Азії, як їхнє пізніше і моторошне перетворення, наслідок «імперського бумеранга». Вона аналізує російський панславізм як стадію у розвитку расизму та тоталітаризму. Її аналіз російського колоніалізму продовжив Олександр Еткінд у книзі «Внутрішня колонізація. Імперський досвід Росії».

### «Рахель Фарнхаґен: Життя єврейки»(1957)
Докторську дисертацію про Рахель Фарнхаґен Арендт дописала в Парижі 1938 року, коли жила у вигнанні, але не публікувала її до 1957 року, коли праця вийшла друком в Сполученому Королівстві за сприяння Східно-Західної бібліотеки, що є частиною Leo Baeck Institute. Ця біографія єврейської світської левиці ХІХ століття стала важливим кроком у її аналізі історії євреїв і питань асиміляції та емансипації, а також тут вона ввела трактування єврейської діаспори як парії або парвеню. Крім того, вона є раннім варіантом її концепції історії. Цю книгу присвячено Енн Мендельсон, яка вперше звернула її увагу на Фарнхаґен. Ставлення Арендт до Фарнхаґен пронизує її подальшу роботу. Її розповідь про життя Фарнхаґен сприйняли в час руйнування німецько-єврейської культури. Вона частково відображає власне сприйняття Арендт себе як німецько-єврейської жінки, вигнаної із власної культури в існування без громадянства, що веде до опису «біографії як автобіографії».

### «Становище людини»(1958)
У своїй напевно найвпливовішій праці «Становище людини» (1958)  Арендт розмежовує політичні та соціальні концепції, роботу і працю та різні форми дій і далі дослідковує наслідки цих відмінностей. У цій роботі вона широко розвинула свою теорію політичної дії, що відповідає існуванню суспільної сфери. Арендт стверджує, що, хоча життя людини завжди розвивається в межах суспільства, соціальна частина людської природи, політичне життя, була навмисно реалізована лише в декількох суспільствах, як простір для індивідів досягти свободи. Різко окреслює концептуальні категорії, які намагаються усунути розрив між онтологічними та соціологічними структурами. У той час як Арендт відносить роботу і працю в сферу соціального, вона надає перевагу людському стану дії як такому, що є і екзистенційним, і естетичним. З людських дій Арендт виділяє дві, які вона вважає важливими. Це прощення минулого неправильно (або виправлення фіксованого минулого) та обіцяння майбутньої користі (або виправлення нефіксованого майбутнього).
Арендт вперше ввела концепцію «натальності» у праці «Любов та святий Августин» (1929), і в праці «Становище людини» продовжує її розвивати. Тут вона відходить від наголосу Гайдеґґера на смертності. Позитивне послання Арендт полягає у «дарі починання», коли постійно з'являється нове для створення дії, тобто для зміни стану справ, спричиненого попередніми діями. «Люди», писала вона, «хоча вони повинні померти, народжуються не для того, щоб померти, а для того, щоб почати». Вона визначила «натальність» як: Диво, яке рятує світ, царину людських справ від його звичного, «природного» руйнування, зрештою є фактом натальності, в якому дар дії вкорінений онтологічно. Іншими словами, це народження нових людей і новий початок, дія, на яку вони здатні через силу народження.
Натальність продовжувала ставати центральною концепцією її політичної теорії, й Карін Фрай також вважає її найоптимістичнішою.

### «Між минулим і майбутнім»(1961)
Між минулим і майбутнім — це антологія з 8 нарисів, написаних між 1954 і 1968 роками, що стосуються низки різних, але взаємопов'язаних філософських тем. Ці нариси поділяють центральну думку про те, що люди живуть між минулим та невизначеним майбутнім. Людина повинна постійно думати, щоб існувати, але повинна навчитися мислити. Люди вдалися до традиції, але відмовляються від поваги до цієї традиції та культури. Арендт намагається знайти рішення, щоб допомогти людям подумати ще раз, оскільки сучасній філософії не вдалось допомогти людям жити правильно.

### «Про революцію»(1963)
У книзі Арендт Про революцію йдеться про порівняння двох головних революцій XVIII століття — Американської та Французької. Вона не поділяє загального враження марксистів, і лівих, коли стверджує, що Франція, хоч і добре вивчена та часто наслідувана, була провалом, і, що, здебільшого ігнорована Американська революція мала успіх. Поворотною точкою в Французькій революції був момент, коли її лідери полишили свої ідеї свободи та почали слухатись мас. У США батьки-засновники ніколи не зраджують меті Constitutio Libertatis. Арендт вважає, що революційний дух тих людей втрачено, і виступає за «систему рад» як відповідну інституцію для відновлення цього духу.

### «Люди за темних часів»(1968)
Антологія нарисів «Люди за темних часів» презентує інтелектуальні біографії деяких творчих і моральних діячів ХХ століття, як от Вальтер Беньямін, Карл Ясперс, Роза Люксембург, Герман Брох, Папа Іван ХХІІІ та Ісак Дінесен.

### «Кризи республіки»(1972)
Кризи республіки — третя антологія Арендт, що складалася з 4 нарисів: «Брехня в політиці», «Громадянська непокора», «Про насильство» та «Думки про політику та революцію». Ці споріднені нариси стосуються сучасної американської політики та криз, які вона відчула у 1960-70-х. «Брехня в політиці» шукає пояснення, що є обманом адміністрації щодо війни у В'єтнамі, як виявилось з документів Пентагону. «Громадянська непокора» розглядає опозиційні рухи, а заключне есе «Думки про політику та революцію» — це коментар у формі інтерв'ю на третій твір «Про насильство». У нарисі «Про насильство» Арендт обґрунтовує, що насильство передбачає владу, яку вона розуміє як власність груп. Таким чином, вона відмежовується від переважаючої концепції влади, яка походить від насильства.

### Поезія
Арендт також була поеткою, але тримала це в таємниці. Вона почала писати в 17, і її творчість відзначається глибокою меланхолією, яку вона назвала втома (Müdigkeit): романтична туга з минулого, пронизана к'єркегорською тривогою.

### Посмертні публікації
Коли 1975 року Ганна Арендт померла, залишилась незавершеною головна праця, яку опублікували 1978 року під назвою «Життя розуму». Відтоді зібрано й опубліковано низку її невеликих праць, здебільшого під редакцією Джерома Кона. 1994 року «Нариси розуміння» з'явилися в першій із серії книг, що охоплювала період 1930—1954 років, та привернула мало уваги. 2004 року вийшла нова версія «Витоків тоталітаризму», а потім «Обіцянка політики» 2005 року. Відновлення зацікавлення працями Арендт після цих публікацій призвело до укладання другої серії нарисів «Мислення без обмежень: Нариси розуміння, 1953—1975 років», опублікованих 2018 року. Інші зібрання розглядали її єврейську ідентичність, як-от «Єврей як парія» (1978) та «Єврейські писання» (2007), моральну філософію, наприклад, «Лекції про політичну філософію Канта» (1982) та «Відповідальність і судження» (2003) разом з її літературною працею «Роздуми про літературу та культуру» (2007).

#### «Про насильство»
Есе Арендт «Про насилля» розділяє насилля та владу. Вона стверджує що, хоча Ліві і Праві вважають насилля крайнім проявом влади, ці поняття є несумісними. Влада виходить з колективного бажання і не потребує насилля для досягнення будь-якої мети, оскільки добровільне виконання заміняє його. Коли влада починає втрачати легітимність, насилля стає штучним засобом для досягнення цієї мети, тому насилля виявляється лише за відсутності влади. Бюрократія стає ідеальним місцем для виникнення насильства, оскільки визначається «правилом нікого», якого не визнають, тому використовує його для заміщення відсутніх зв'язків з людьми, якими вона керує.

#### «Життя розуму»(1978)
Остання велика праця Арендт, «Життя розуму» залишилась незавершеною на момент її смерті, але ознаменувала повернення до моральної філософії. Зміст книги опирався на її курс політичної філософії для аспірантів «Філософія розуму» та Ґіффордських лекцій у Шотландії. Вона задумала твір як трилогію, засновану на розумовій діяльності мислення, волі та судження. В певному сенсі «Життя розуму» вийшла за рамки її попередньої роботи про vita active. В своїй дискусії про мислення вона багато опиралась на Сократа і його уявлення про мислення як діалог між Мною і Собою. Це переосмислення Сократа приводить її до введення новітнього поняття совісті (яке не дає певних позитивних рекомендацій, але, замість того, каже, що я не можу робити, якщо я хочу залишитись другом самому собі, коли я повторюю думку, в якій звітую сам перед собою) і моралі (абсолютно ненегативна річ, пов'язана з неприйняттям участі в деяких діях, щоб бути другом самому собі).
Арендт померла раптово, через 5 днів після завершення другої частини, перша сторінка «Судження» все ще була в друкарській машинці, а Маккарті потім відредагувала перші дві частини і дала деяку вказівку щодо напрямку третьої. Точні наміри Арендт щодо третьої частини невідомі, але вона залишила низку рукописів (як-от Мислення та моральні міркування, Деякі питання про моральну філософію та Лекції про політичну філософію Канта), що стосуються її думок про психічну здатність судження. Відтоді їх публікували окремо.

#### Зібрання творів
Після смерті Ганни Арендт низку її нарисів та заміток редагували і публікували посмертно друзі та колеги, зокрема й ті, що дають деяке уявлення про незакінчену третю частину «Життя розуму». Єврей як парія: єврейська ідентичність та політика в сучасну епоху (1978) — це збірка з 15 нарисів та листів періоду 1943—1966 років про становище євреїв у новий час, щоб спробувати пролити деяке світло на її погляди щодо єврейського світу, як реакція у відповідь на процес Айхмана, але виявилася так само суперечливою. Наступну збірку творів про єврейство опублікували під назвою «Єврейські писання» (2007). Інша робота, що містить збірку сорока, здебільшого коротких, нарисів, звернень та рецензій, вийшла під назвою «Нариси розуміння 1930—1934 років: становлення, вигнання та тоталітаризм» (1994), що передували монументальній праці «Витоки тоталітаризму» зокрема праця «Про природу тоталітаризму» (1953) та «Стурбованість політикою сучасної європейської філософської думки» (1954). Решта есе були опубліковані як «Мислення без обмежень: Нариси розуміння, 1953—1975 років» (2018). Її записники, сформовані як серія мемуарів, опубліковано як Denktagebuch 2002 року.

#### Листування
Деяке подальше розуміння способу мислення Арендт можна знайти в постійних посмертних публікаціях її листування з багатьма важливими у її житті людьми, зокрема, Карлом Ясперсом (1992), Мері Маккарті (1995), Генріхом Блюхером (1996), Мартіном Гайдеґґером (2004) , Альфредом Казіном (2005),  Вальтером Бенджаміном (2006), Гершом Шолем (2011) і Ґюнтером Штерном (2016). Інше опубліковане листування було з низкою жінок-коліжанок, як-от Хільде Френкель та Енн Мендельсон Вайль (див. Стосунки).

### Арендт та суд над Айхманом (1961—1963)

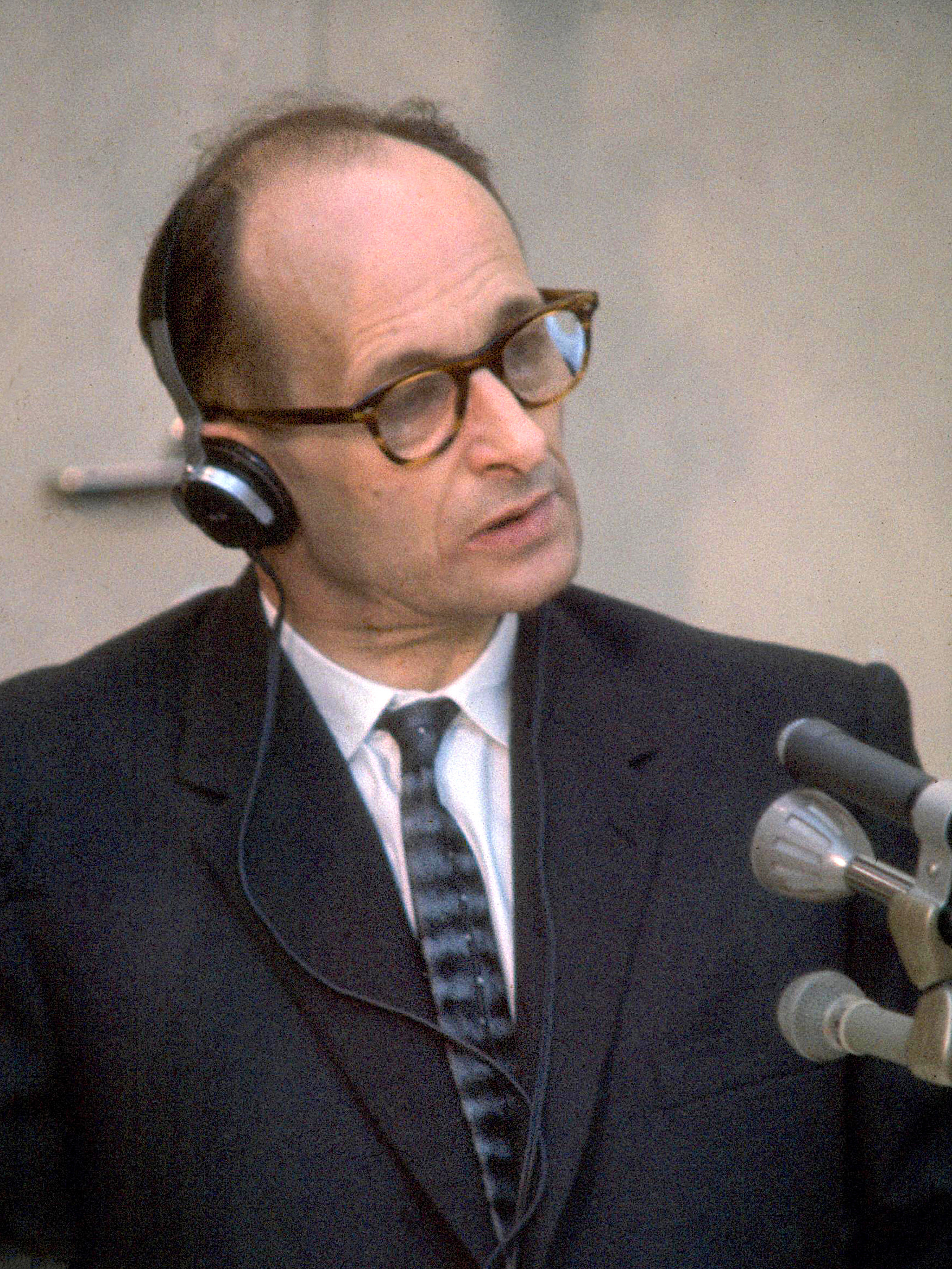
Айхман під час суду, 1961 рік

1960 року, почувши про затримання Адольфа Айхмана та плани щодо розгляду його справи у суді, Ганна Арендт зв'язалася з The New Yorker і запропонувала поїхати в Ізраїль, аби писати звідти репортажі, процес почався 11 квітня 1961 року. Арендт хотіла перевірити свої теорії, описані у «Витоках тоталітаризму», і побачити, як справедливість здійсниться щодо такої людини, про яку вона писала. Крім того, вона була свідком «трошки нацистського режиму напряму» і це була можливість на власні очі побачити агента тоталітаризму.
ЇЇ пропозицію прийняли і вона пробула там 6 тижнів з 5-місячного судового розгляду зі своєю молодшою двоюрідною сестрою із Ізраїлю Едною Брокк. Після приїзду до неї ставилися як до знаменитості, вона зустрілась із головним суддею процесу Моше Ландау та міністром закордонних справ Ґолдою Меїр. У своєму наступному звіті 1963 року, що ґрунтувався на спостереженнях і стенограмах, які перетворилися на книгу Банальність зла. Суд над Айхманом в Єрусалимі, Арендт розкритикувала те, що ізраїльтяни провели суд як «показовий процес», з розмитими мотивами, замість того, щоб просто використати докази та здійснити правосуддя. Вона зобразила генерального прокурора Ґідеона Гауснера як людину, що використовувала гіперболізовану риторику для досягнення політичної програми прем'єр-міністра Бен-Гуріона. Арендт, яка вірила, що може зосередитись на моральних принципах навіть у гніві, чимраз більше засмучував Гауснер, вона описувала його парад з тих, що вижили, як такий, що «не має очевидного стосунку до справи». Вона заперечувала ідеї, що сильний Ізраїль необхідний, щоб захистити світове єврейство, яке знову знаходиться там, де «їх дозволять заколоти, як овець», пригадуючи біблійну фразу. Її особливо турбувало те, що Гауснер неодноразово запитував «чому ви не збунтувалися?», а не ставив під сумнів роль єврейських лідерів, як це із непередбачуваними наслідками зробить вона.
Арендт ввела фразу «банальність зла», щоб описати феномен Айхмана. Вона, подібно до інших, була вражена його цілковитою звичайністю і манерою, яку він демонстрував як маленький, лисіючий, безликий бюрократ, на противагу до жахливих злочинів, у яких його звинувачували. Він був, як вона писала, «страшенно і жахаюче нормальним». Вона вивчила питання, чи є зло радикальним чи просто функцією бездумності, схильністю звичайних людей виконувати накази та дотримуватися масової думки без критичної оцінки наслідків своїх дій. Аргумент Арендт полягав у тому, що Айхман не був чудовиськом, вона протиставляла неосяжність його вчинків і його людську звичайність. Айхман, за її словами, не тільки називав себе сіоністом, спочатку виступав проти переслідування євреїв, але й очікував, що його тюремники зрозуміють його. Вона зазначила, що його дії не були зумовлені злобою, а радше доволі сліпою відданістю режиму та його необхідностю належати, бути членом.
З цього приводу Арендт пізніше заявила:
|  | Іти разом з усіма і хотіти сказати „ми“ — цього було цілком достатньо, щоб зробити можливим найбільший з усіх злочинів. Оригінальний текст (нім.) Er wollte Wir sagen, und dies Mitmachen und dies Wir-Sagen-Wollen war ja ganz genug, um die allergrössten Verbrechen möglich zu machen. |

Той, кого Арендт побачила під час судового процесу, був буржуазним клерком з продажів, який знайшов для себе важливу роль і відчуття важливості в нацистському русі. Вона зазначила, що його прихильність до кліше та використання бюрократичної моралі затьмарили його здатність ставити під сумнів свої вчинки, «думати». Це призвело до того, що вона виклала свій найвідоміший і найбільш дискусійний вислів: «Урок, якого навчив нас цей довгий курс людської злості — це урок страхітливої банальності зла, що заперечує слово і думку». Стверджуючи, що Айхман не думає, вона не натякала на відсутність в нього усвідомлення своїх вчинків, а під «мисленням» мала на увазі рефлексивну раціональність, якої бракує. Арендт, яка відмовилася від політики ідентичності, також критично ставилася до того, як Ізраїль розглядав злочини Айхмана як злочини проти національної держави, а не проти самого людства.
Арендт також критично ставилася до того, що деякі єврейські лідери, пов'язані з єврейськими Радами (Judenräte), зокрема, М. Х. Румковський, діяли під час Голокосту, співпрацюючи з Айхманом «майже без винятку» для знищення власного народу. Вона висловила занепокоєння з цього приводу ще до початку судового розгляду. Вона описала це як моральну катастрофу. Вона описує співпрацю єврейських лідерів з точки зору розпаду єврейської моралі: «Ця роль єврейських лідерів у знищенні власного народу є, безсумнівно, найтемнішою главою у всій темній історії». Неправильно сприйняті широкою публікою, ці слова викликали ще більшу суперечку та навіть ворожнечу до неї в єврейській громаді та Ізраїлі. Для Арендт суд над Айхманом ознаменував переломний момент її мислення в останні десять років життя, коли її дедалі більше цікавила моральна філософія.

#### Критика
Серія нарисів з 5-ти частин «Айхман в Єрусалимі», написана Арендт, з'явилася в The New Yorker в лютому 1963 року, майже через 9 місяців після того, як Айхмана повісили 31 травня 1962 року. До цього часу, громадськість, значною мірою, забула цей процес і увага людей перемкнулась на інші світові події. Однак жоден інший погляд на Айхмана чи на націонал-соціалізм не викликав стільки суперечок. До цієї публікації Арендт вважали блискучою та оригінальною гуманістично-політичною мислителькою. Однак її наставник Карл Ясперс попередив її про можливий несприятливий результат: «Суд над Айхманом буде тобі неприємним. Боюся, він не може пройти добре». Після публікації, три суперечності одразу привернули увагу громадськості: концепція Айхмана як банального зла, критика ролі Ізраїлю та опис ролі, яку відігравав сам єврейський народ.
Арендт сильно шокувала така реакція, вона писала Карлу Ясперсу: «Люди вдаються до будь-яких засобів, аби знищити мою репутацію… Вони витратили тижні, намагаючись знайти щось таке у моєму минулому, щоб очорнити мене». Тепер її називали зарозумілою, безсердечною та малоінформованою. Її звинуватили в тому, що Айхман обвів її довкола пальця, що вона «закомплексована єврейка» і навіть ворог Ізраїлю. Її критикували учасники Антидефамаційної ліги та багатьох інших єврейських груп, редактори видань, куди вона дописувала, викладачі з університетів, де вона викладала, та друзі з різних періодів її життя. Її друг Гершом Шолем, провідний вчений єврейської містики, розірвав з нею відносини, опублікувавши їх листування без її дозволу. Арендт критикували багато єврейських громадських діячів, які звинувачували її у холодній байдужості та відсутності співчуття до жертв Голокосту. Через таку тривалу критику ні цю книгу, ні будь-які інші її твори не перекладали івритом до 1999 року. Арендт відповіла на ці суперечки своїм Постскриптумом до книги.
Хоча Арендт скаржилася, що її критикують за те, що вона говорила правду — «яка ризикована справа говорити правду на рівні фактів, без теоретичного та наукового гаптування» — здебільшого критика була спрямована на її теоретизацію щодо природи людства і зла, і думки, що звичайні люди були змушені чинити незрозуміле не стільки керуючись ненавистю та ідеологією, скільки честолюбством, і нездатністю співпереживати. Не менш проблематичною була думка про те, що жертви обманювали себе і самі згоджувались на власне знищення. Перш, ніж Арендт змалювала Айхмана, його описували як «найзліше чудовисько людства» (як писала «Нью-Йорк Таймс»), а також представника «жорстокого злочину, що не має аналогів в історії», «винищення європейських євреїв». Як виявилося, Арендт та інші вірно вказали, що оцінка Айхмана стороною обвинувачення, як архітектора і головного техніка Голокосту, не була цілком достовірною.
Роджер Берковіц стверджує, що Арендт ані не захищала Айхмана, ні не заперечувала, що його дії були злом і що він антисеміт, і що його не слід страчувати за його дії. Але швидше писала, щоб ми розуміли, що ці дії не були ні жахливими, ні садистськими. Зрозумівши Айхмана, стверджує Арендт, ми можемо зрозуміти більше правди про природу зла, як те що люди беруть участь у злодіяннях від нездатності критично дослідити сліпу відданість ідеологіям, які забезпечують відчуття сенсу в самотньому і чужому світі. Таким чином, вона підсумовує, бездумна завзятість — це обличчя зла в сучасному світі. Також Арендт не була єдиною, хто висловлював занепокоєння з приводу ролі, яку відігравав Юденрат.
Відкидання опису Айхмана, зробленого Арендт, та звинувачення її у расизмі продовжуються й далі, хоча значна їх частина ґрунтується на інформації, що не була доступна під час судового розгляду. Питання щодо фактичної точності були спірними, як і те чи Айхман просто прикидався. Ірвінґ Гов, один з її критиків, розповів, як питання Айхмана спричинило те, що можна назвати «громадянською війною» серед нью-йоркських інтелектуалів. Гов справедливо переконав, що «такі суперечки ніколи не врегулювати. Вони стихають, гаснуть і знову спалахують». Таким чином, поява фільму Ганна Арендт 2012 року знову пожвавила цю суперечку. Берковіц каже, що ствержувати, що Арендт виправдовує Айхмана як просто людину, яка виконувала накази, є неправильним прочитанням книги. Насправді вона стверджувала, що Айхман діяв і з переконання також, і навіть, часом не виконував наказів, як-от наказу Гіммлера. Айхман був, як стверджує Берковіц, «тим, хто переконаний, що жертвує легкою мораллю задля вищого блага». Після цих суперечок з'явився консенсус, що попри те, чи мала Арендт рацію щодо Айхмана чи ні, вона мала рацію щодо природи зла, яке у тих жахливих подіях може надто легко виникнути з рутинних джерел. Опис природи зла Арендт виявився стійким і позачасовим своєю значущістю.
Попри те, що про ставлення Арендт до Айхмана вже багато сказали, Ада Ушпіз, у своєму документальному фільмі «Vita Activa: Дух Ханни Арендт» 2015 року, зобразила його в значно ширшому контексті використання раціональності для пояснення, здавалося б, ірраціональних історичних подій.

#### Niemand hat das Recht zu gehorchen
В інтерв'ю з Йоахімом Фестом 1964 року Арендт запитали про захист Айхмана і про те, що він зробив принцип Канта обов'язку покори керівним принципом усього свого життя. Арендт відповіла, що це обурливо, і що Айхман зловживає Кантом, не враховуючи елемент судження, необхідного для оцінки власних дій — «Ніхто не має, згідно з Кантом, права підкорятися» (нім. Kein Mensch hat bei Kant das Recht zu gehorchen), сказала вона, перефразовуючи Канта. Посилання було на працю Канта «Релігія в межах чистого розуму» 1793 року (Die Religion innerhalb der Grenzen der bloßen Vernunft), де він говорить:
|  | Кажуть, «Ми повинні слухати Бога, а не людину», — це означає не більше ніж це, тобто, якщо будь-яке земне законодавство має щось негайно суперечливе моральному закону, послух не повинен надаватися. Оригінальний текст (нім.) Der Satz 'man muß Gott mehr gehorchen, als den Menschen' bedeutet nur, daß, wenn die letzten etwas gebieten, was sich böse (dem Sittengesetz unmittelbar zuwider) ist, ihnen nicht gehorcht werden darf und soll. |

Кант чітко визначає вищий моральний обов'язок, ніж просто віддавання Цезарю. Сама Арендт написала у своїй книзі: «Це було обурливим, і це також незрозуміло, оскільки моральна філософія Канта настільки тісно пов'язана з розумовою здатністю людини, що виключає сліпий послух». Арендт перервала свою відповідь Фесту аби прочитати «Ніхто не має обов'язку слухатися» (Niemand hat das Recht zu gehorchen), рядки що широко використовуються, хоча вони втілюють погляд її моральної філософії.
Напис Niemand hat das Recht zu gehorchen став одним зі знакових, його нанесли на стіну будинку, в якому Ганна Арендт народилася (див. Пам'яті). 2017 року цю фразу трьома офіційними мовами регіону додали на барельєфі фашистського періоду у Palazzo degli Uffici Finanziari (1942), на площі Piazza del Tribunale міста Больцано, Італія поряд з Муссоліні і словами «Повірте, Підкоріться, Бийтеся» (Credere, Obbedire, Combattere).
Ці слова також з'являються в інших мистецьких творах, що містять політичні послання, як-от інсталяція Вілфріда Ґерстеля 2015 року, що породила концепцію опору диктатурі, як це сказано у її нарисі «Особиста відповідальність за диктатуру» (1964).

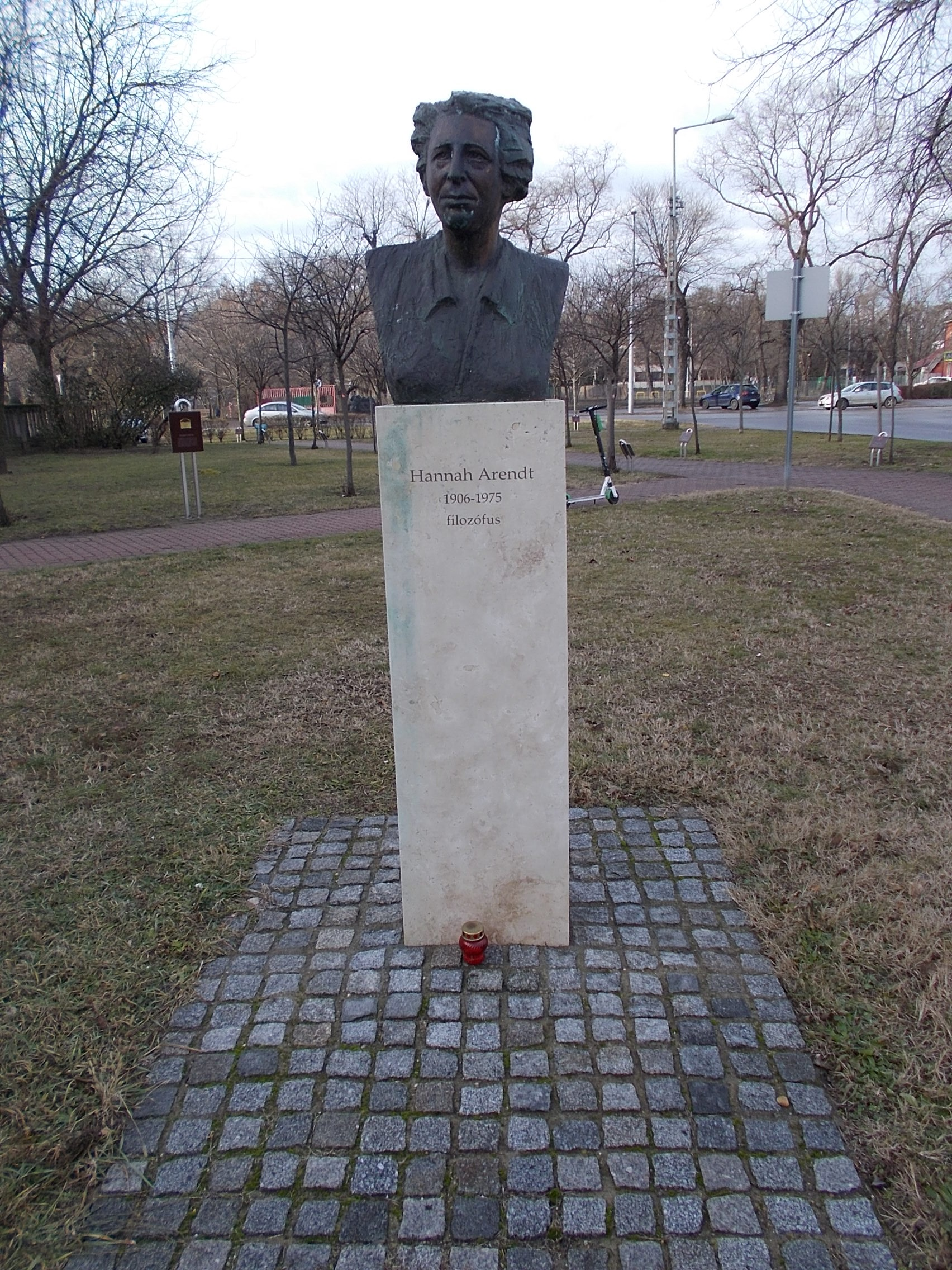
Погруддя Г. Арендт у Будапешті

## Вшанування пам'яті
Ганні Арендт встановленно погруддя у місті Будапешт.
Вулиця Ганни Арендт у місті Київ. Також вулиці у містах Берлін, Ольденбург, Гіссен.
Вшанована на Поверсі спадщини американської феміністської мисткині Джуді Чикаго.

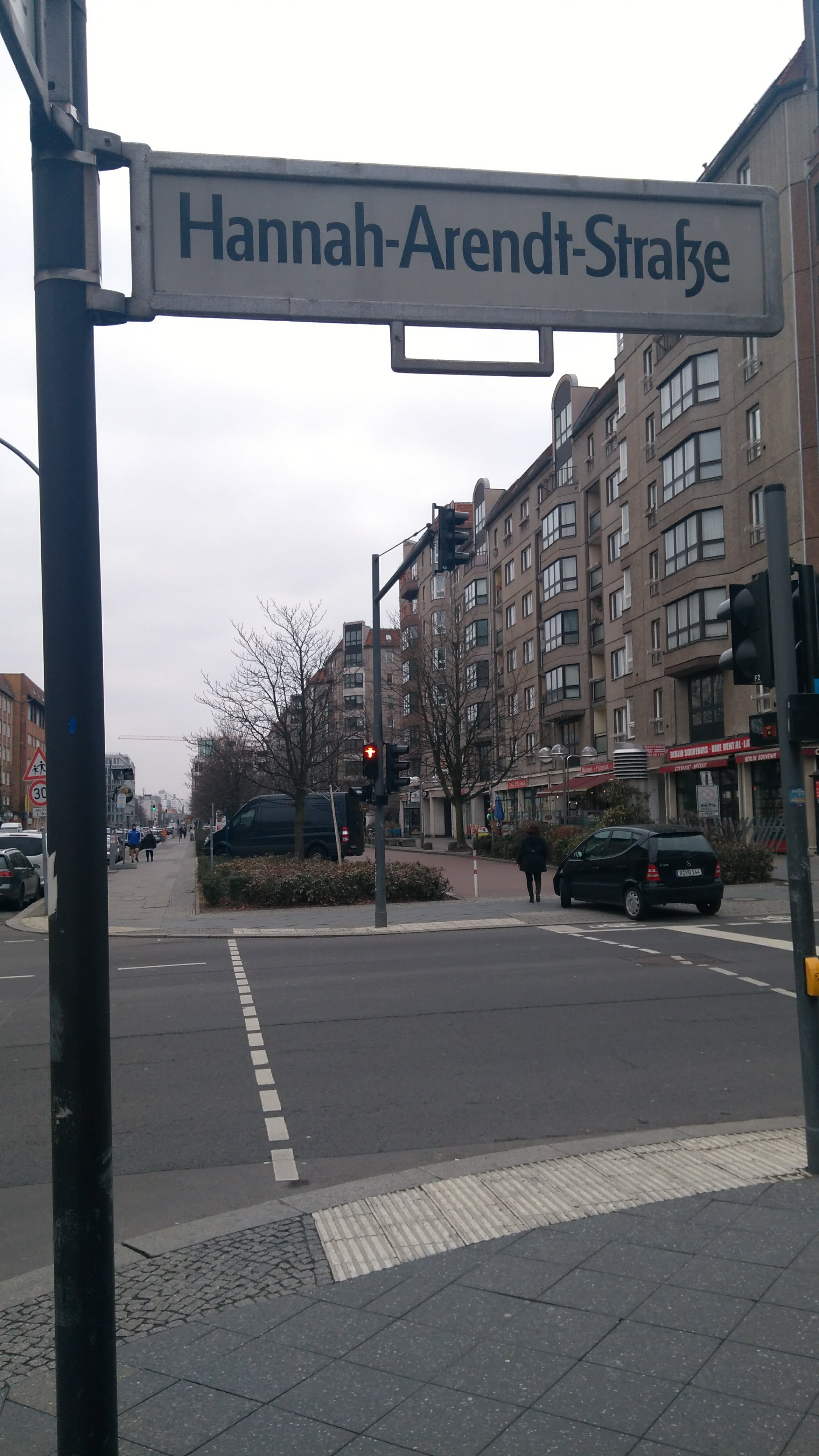
Вулиця Ганни Арендт у Берліні
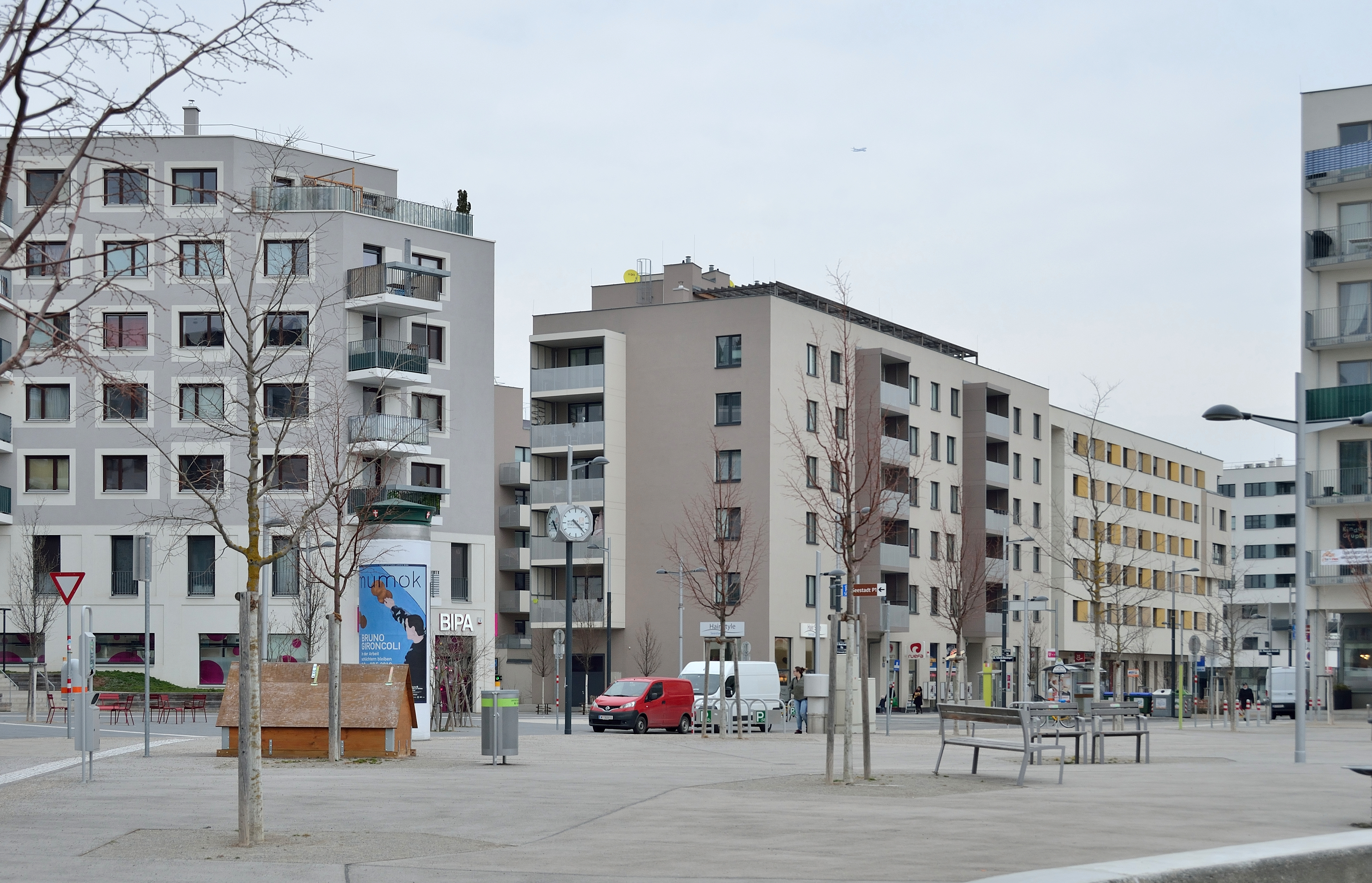
Площа Ганни Арендт у Відні

## Переклади українською
- Витоки тоталітаризму (тж. Джерела тоталітаризму — укр. видання: вид-во ДУХ І ЛІТЕРА, 2005.). (1951)
- Становище людини (1958) — укр. видання: вид-во ЛІТОПИС, 1999. (пер. Марія Зубрицька)[367] ISBN 966-7007-21-9
- Між минулим і майбутнім. (1961); — укр. видання: вид-во ДУХ І ЛІТЕРА, 2002.
- Банальність зла. Суд над Айхманом в Єрусалимі (Eichmann in Jerusalem: A Report on the Banality of Evil, 1963). — укр. видання: ДУХ І ЛІТЕРА, 2013. ISBN 978-966-378-315-4
- Люди за темних часів. (1968); — укр. видання: вид-во ДУХ І ЛІТЕРА, 2008. (пер. Неля Рогачевська)

#### Bibliographies
- Heller, Anne C (23 липня 2005). Selected Bibliography: A Life in Dark Times. Архів оригіналу за 18 серпня 2018. Процитовано 17 серпня 2018.
- Kohn, Jerome (2018). Bibliographical Works. The Hannah Arendt Center for Politics and Humanities at Bard College. Архів оригіналу за 3 травня 2019. Процитовано 22 квітня 2020., in HAC Bard, (2018)
- Yanase, Yosuke (3 травня 2008). Hannah Arendt's major works. Philosophical Investigations for Applied Linguistics. Архів оригіналу за 26 липня 2018. Процитовано 26 липня 2018.
- Arendt works. Thinking and Judging with Hannah Arendt: Political theory class. Гельсінський університет. 2010–2012. Архів оригіналу за 8 березня 2021. Процитовано 22 квітня 2020.

#### Books
- Arendt, Hannah (1929). Der Liebesbegriff bei Augustin: Versuch einer philosophischen Interpretation [On the concept of love in the thought of Saint Augustine: Attempt at a philosophical interpretation] (PDF) (Doctoral thesis, Department of Philosophy, Гайдельберзький університет Рупрехта-Карла)  (нім.). Berlin: Springer. Архів оригіналу (PDF) за 9 березня 2021. Процитовано 22 квітня 2020., reprinted as
  - — (2006). Der Liebesbegriff bei Augustin: Versuch einer philosophischen Interpretation (нім.). introduction by Frauke Annegret Kurbacher. Georg Olms Verlag. ISBN 978-3-487-13262-4. Архів оригіналу за 14 квітня 2021. Процитовано 22 квітня 2020. Full text on Інтернет-архів
    - Ludz, Ursula (20 травня 2008). Zwei neue Ausgaben von Hannah Arendts Dissertationsschrift. HannahArendt.net (Review)  (нім.). 4 (1). Процитовано 21 вересня 2018. Also available in English as:

  - — (1996). Scott, Joanna Vecchiarelli; Stark, Judith Chelius (ред.). Love and Saint Augustine. University of Chicago Press. ISBN 978-0-226-02596-4. Full text on Інтернет-архів
- — (1997) [1938, published 1957]. Weissberg, Liliane (ред.). Rahel Varnhagen: Lebensgeschichte einer deutschen Jüdin aus der Romantik [Rahel Varnhagen: The Life of a Jewess] (Габілітація thesis). trans. English Richard and Clara Winston. Baltimore: Johns Hopkins University Press. ISBN 978-0-8018-5587-0. 400 pages. (see Rahel Varnhagen)
  - Azria, Régine (1987). Review of Rahel Varnhagen. La vie d'une juive allemande à l'époque du romantisme. Archives de sciences sociales des religions (Review). 32 (64.2): 233. ISSN 0335-5985. JSTOR 30129073.
  - Barnouw, Dagmar (2001). Rahel Levin Varnhagen: The Life and Work of a German Jewish Intellectual (review). Shofar: An Interdisciplinary Journal of Jewish Studies (Review). 19 (2): 174—176. doi:10.1353/sho.2001.0181. ISSN 1534-5165.
  - Weissberg, Liliane; Elon, Amos (10 червня 1999). Hannah Arendt's Integrity. The New York Review of Books (Editorial letters). Процитовано 31 серпня 2018.
  - Zohn, Harry (1960). Review of Rahel Varnhagen. The Life of a Jewess. Jewish Social Studies (Review). 22 (3): 180—181. ISSN 0021-6704. JSTOR 4465809.
- — (1976) [1951, New York: Schocken]. The Origins of Totalitarianism [Elemente und Ursprünge totaler Herrschaft] (вид. revised). Houghton Mifflin Harcourt. ISBN 978-0-547-54315-4., (see also The Origins of Totalitarianism and Comparison of Nazism and Stalinism) Full text (1979 edition) on Інтернет-архів
  - Riesman, David (1 квітня 1951). The Origins of Totalitarianism, by Hannah Arendt. Commentary (Review). Архів оригіналу за 2 липня 2019. Процитовано 23 серпня 2018.
  - Nisbet, Robert (1992). Arendt on Totalitarianism. The National Interest (Review) (27): 85—91. JSTOR 42896812.
- — (2013) [1958]. The Human Condition (вид. Second). University of Chicago Press. ISBN 978-0-226-92457-1. Архів оригіналу за 23 квітня 2020. Процитовано 15 лютого 2020. (see also The Human Condition)
- — (1958). Die ungarische Revolution und der totalitäre Imperialismus (нім.). München: R. Piper & Co Verlag. Архів оригіналу за 30 травня 2020. Процитовано 22 квітня 2020.
- — (2006) [1961, New York: Viking]. Between Past and Future. Penguin Publishing Group. ISBN 978-1-101-66265-6. Архів оригіналу за 27 лютого 2018. Процитовано 22 квітня 2020. (see also Between Past and Future)
- — (2006b) [1963, New York: Viking]. On Revolution. Penguin Publishing Group. ISBN 978-1-101-66264-9. Архів оригіналу за 30 травня 2020. Процитовано 22 квітня 2020. (see also On Revolution) Full text on Інтернет-архів
- — (2006a) [1963, Viking Press, revised 1968]. Eichmann in Jerusalem: A Report on the Banality of Evil. Penguin Publishing Group. ISBN 978-1-101-00716-7. Архів оригіналу за 26 вересня 2013. Процитовано 15 лютого 2020. Full text: 1964 edition [Архівовано 23 вересня 2020 у Wayback Machine.] (see also Eichmann in Jerusalem)
- — (1968). Men in Dark Times. New York: Harcourt Brace Jovanovich. ISBN 978-0-15-658890-4.
  - Slonem, Marc (17 листопада 1968). Men in Dark Times. New York Times Book Review (Review). с. 6.
- — (1972). Crises of the Republic: Lying in Politics, Civil Disobedience on Violence, Thoughts on Politics, and Revolution. New York: Harcourt Brace Jovanovich. ISBN 978-0-15-623200-5.[an]
  - Lying in Politics full text [Архівовано 4 квітня 2020 у Wayback Machine.]
  - Nott, Kathleen (1 серпня 1972). Crises of the Republic, by Hannah Arendt. Commentary (Review). Архів оригіналу за 24 липня 2018. Процитовано 23 липня 2018.

#### Articles and essays
- Arendt, Hannah; Stern, Günther (1930). Rilkes Duineser Elegien. Neue Schweizer Rundschau. 23: 855—871. Архів оригіналу за 8 березня 2021. Процитовано 22 квітня 2020. (English translation by Susannah Young-ah Gottlieb in Arendt, (2007, pp. 1–23))
- — (12 квітня 1930). Augustin und Protestantismus [Augustine and Protestanism]. Frankfurter Zeitung. № 902. trans. Robert and Rita Kimber. с. 1. (reprinted in Arendt, (2011, pp. 24–27))
- — (1930a). trans. Robert and Rita Kimber. Philosophie und Soziologie. Anläßlich Karl Mannheims Ideologie und Utopie [Philosophy and Sociology]. Die Gesellschaft. 7 (1): 163−176. (reprinted in Arendt, (2011, pp. 28–43))
- — (1931). trans. Elisabeh Young-Bruehl. Rezension von: Hans Weil: Die Entstehung des Deutschen Bildungsprinzips [On the emancipation of women]. Archiv für Sozialwissenschaft und Sozialpolitik (Review). 66: 200—205.
- — (1932). trans. John E. Woods. Aufklärung und Judenfrage [The Enlightenment and the Jewish Question]. Zeitschrift für die Geschichte der Juden in Deutschland. 4 (2/3): 65—77. Архів оригіналу за 8 березня 2021. Процитовано 22 квітня 2020. (reprinted in Arendt, (2009a, pp. 3–18)
- — (1932a). Rezension über Alice Rühle-Gerstel: Das Frauenproblem in der Gegenwart. Eine psychologische Bilanz. Die Gesellschaft (нім.). 10 (2): 177—179. (reprinted in Arendt, (2011, pp. 66–68))
- — (13-17 September 1932b). Adam-Müller-Renaissance?. Kölnische Zeitung[de] (нім.). № 501, 510., reprinted in translation in Arendt, (2007, pp. 38–45)
- — (July 1942). From the Dreyfus Affair to France Today. Jewish Social Studies. 4 (3): 195—240. JSTOR 4615201.
- — (31 січня 1943). We refugees (PDF). Menorah Journal. 31 (1): 69—77. Архів оригіналу (PDF) за 9 лютого 2019. Процитовано 10 вересня 2018., reprinted in Arendt, (1978b, pp. 55–67) and Robinson, (1996, pp. 110–119)
- — (1944). The Jew as Pariah: A Hidden Tradition. Jewish Social Studies. 6 (2): 99—122. JSTOR 4464588. (reprinted in Arendt, (2009a, pp. 275–297)
- — (1953). Ideology and Terror: A Novel Form of Government. The Review of Politics. 15 (3): 303—327. doi:10.1017/S0034670500001510. JSTOR 1405171. (reprinted in Hollinger та Capper, (1993, pp. 338–348) here[368]
- — (1958). Totalitarian Imperialism: Reflections on the Hungarian Revolution. The Journal of Politics. 20 (1): 5—43. doi:10.2307/2127387. JSTOR 2127387.
- — (Winter 1959). Reflections on Little Rock (PDF). Dissent. Т. 6, № 6. с. 45—56. Архів оригіналу (PDF) за 8 вересня 2017. Процитовано 3 серпня 2018.
- — (Spring 1959). A reply to critics. Dissent. Т. 6, № 7. с. 179—181. Архів оригіналу за 4 серпня 2018. Процитовано 3 серпня 2018.
- — (February–March 1963). Eichmann in Jerusalem. 5 parts. The New Yorker. Архів оригіналу за 11 серпня 2018. Процитовано 11 серпня 2018.
- —. Contributions. The New York Review of Books. Архів оригіналу за 15 серпня 2018. Процитовано 11 серпня 2018.
- — (19 жовтня 1968). Walter Benjamin. The New Yorker. с. 65. Архів оригіналу за 18 вересня 2020. Процитовано 22 квітня 2020.
- — (21 жовтня 1971). Martin Heidegger at Eighty. The New York Review of Books. trans. German Albert Hofstadter. с. 51. Архів оригіналу за 11 травня 2020. Процитовано 22 квітня 2020.
- — (20 січня 1975). Remembering W. H. Auden. The New Yorker. Архів оригіналу за 13 листопада 2019. Процитовано 22 квітня 2020.

#### Correspondence
- Arendt, Hannah; Jaspers, Karl (1992). Köhler, Lotte; Saner, Hans (ред.). Hannah Correspondence, 1926-1969. translated by Robert and Rita Kimber. New York: Harcourt Brace Jovanovich. ISBN 978-0-15-107887-5. Архів оригіналу за 14 квітня 2021. Процитовано 22 квітня 2020.
- Arendt, Hannah; Kazin, Alfred (February 2005). Mahrdt, Helgard (ред.). The correspondence between Hannah Arendt and Alfred Kazin. Samtiden. № 1. с. 107—154. Архів оригіналу за 15 листопада 2021. Процитовано 22 квітня 2020.
- Arendt, Hannah; McCarthy, Mary (1995). Brightman, Carol (ред.). Between friends: the correspondence of Hannah Arendt and Mary McCarthy, 1949-1975. Harcourt Brace. ISBN 978-0-15-100112-5.
- Arendt, Hannah; Blücher, Heinrich (2000) [1996]. Kohler, Lotte (ред.). Within Four Walls: The Correspondence Between Hannah Arendt and Heinrich Blücher, 1936-1968. translated by Peter Constantine. Harcourt. ISBN 978-0-15-100303-7. Архів оригіналу за 9 березня 2021. Процитовано 22 квітня 2020.
- Arendt, Hannah; Heidegger, Martin (2004) [1999 Klostermann]. Ludz, Ursula (ред.). Briefe 1925 bis 1975 und andere Zeugnisse [Letters, 1925-1975]. translated by Andrew Shields. New York: Harcourt. ISBN 978-0-15-100525-3. Архів оригіналу за 14 квітня 2021. Процитовано 22 квітня 2020.
  - Heidegger, Martin (24 квітня 1925). This Day in Letters: Letter to Hannah Arendt. The American Reader. Архів оригіналу за 8 березня 2021. Процитовано 22 квітня 2020.
  - Lilla, Mark (18 листопада 1999). Ménage à Trois. The New York Review of Books (review). Архів оригіналу за 3 березня 2021. Процитовано 22 квітня 2020.
  - Brightman, Carol (20 травня 2004). The Metaphysical Couple. The Nation (Review). Архів оригіналу за 3 квітня 2019. Процитовано 22 квітня 2020.
- Arendt, Hannah; Benjamin, Walter (2006). Schöttker, Detlev; Wizisla, Erdmut (ред.). Arendt und Benjamin: Texte, Briefe, Dokumente (нім.). Зуркамп. ISBN 978-3-518-29395-9. Архів оригіналу за 26 січня 2021. Процитовано 22 квітня 2020.
  - Knott, Marie Luise (May 2007). Arendt und Benjamin. Texte, Briefe, Dokumente. Herausgegeben von Detlev Schöttker und Erdmut Wizisla, Frankfurt 2006. HannahArendt.net (Review)  (нім.). 1 (3). Архів оригіналу за 9 листопада 2018. Процитовано 8 листопада 2018.
- Arendt, Hannah; Anders, Günther (2016). Putz, Kerstin (ред.). Schreib doch mal 'hard facts' über dich: Briefe 1939 bis 1975 (нім.). C.H.Beck. ISBN 978-3-406-69911-5. Архів оригіналу за 3 лютого 2021. Процитовано 22 квітня 2020. (excerpts [Архівовано 8 березня 2021 у Wayback Machine.])
  - Magenau, Jörg (9 жовтня 2016). Die Geschiedenen: Die Frage ist, wie man überlebt: Der Briefwechsel zwischen Hannah Arendt und Günther Anders. Süddeutsche Zeitung (Review)  (нім.). Архів оригіналу за 12 вересня 2018. Процитовано 12 вересня 2018.
- Arendt, Hannah (2017). Ludz, Ursula; Nordmann, Ingeborg (ред.). Wie ich einmal ohne Dich leben soll, mag ich mir nicht vorstellen: Briefwechsel mit den Freundinnen Charlotte Beradt, Rose Feitelson, Hilde Fränkel, Anne Weil-Mendelsohn und Helen Wolff (I do not like to imagine how I should live without you: correspondence with my friends) (нім.). Piper ebooks. ISBN 978-3-492-97837-8. Архів оригіналу за 14 квітня 2021. Процитовано 22 квітня 2020.
- Arendt, Hannah; Scholem, Gershom (2017) [2011]. Knott, Marie Louise (ред.). The Correspondence of Hannah Arendt and Gershom Scholem. trans. Anthony David. University of Chicago Press. ISBN 978-0-226-92451-9. Архів оригіналу за 14 квітня 2021. Процитовано 22 квітня 2020.
  - Aschheim, Steven E. (Winter 2011). Between New York and Jerusalem. Jewish Review of Books (Review). Архів оригіналу за 13 серпня 2020. Процитовано 22 квітня 2020.
  - Kirsch, Adam (5 лютого 2018). A Shared Debt: The Correspondence of Hannah Arendt and Gershom Scholem. Tablet (Review). Архів оригіналу за 26 червня 2019. Процитовано 22 квітня 2020.

#### Posthumous
- Arendt, Hannah (1981) [1978]. McCarthy, Mary (ред.). The Life of the Mind: The Groundbreaking Investigation on How We Think. New York: Harcourt Brace Jovanovich. ISBN 978-0-547-54147-1. Архів оригіналу за 30 травня 2020. Процитовано 22 квітня 2020. Online text at Pensar el Espacio Público [Архівовано 13 січня 2021 у Wayback Machine.]
  - — (1981) [1978]. McCarthy, Mary (ред.). The Life of the Mind. Volume I: Thinking. New York: Harcourt Brace Jovanovich. ISBN 978-0-15-651992-2. Архів оригіналу за 4 грудня 2020. Процитовано 22 квітня 2020.
  - Donoghue, Denis (Summer 1979). Hannah Arendt's "The Life of the Mind". The Hudson Review (Review). 32 (2): 281—288. doi:10.2307/3849978. JSTOR 3849978.
  - Mckenna, George (November 1978). The Life of the Mind. The Journal of Politics (Review). 40 (4): 1086—1088. doi:10.2307/2129914. JSTOR 2129914.
- — (1978b). Feldman, Ron H (ред.). The Jew as Pariah: Jewish Identity and Politics in the Modern Age. Grove Press. ISBN 978-0-394-17042-8. Архів оригіналу за 30 травня 2020. Процитовано 22 квітня 2020.
  - — (1943). We refugees (PDF). Архів оригіналу (PDF) за 9 лютого 2019. Процитовано 10 вересня 2018.
  - Botstein, Leon (1983). The Jew as Pariah: Hannah Arendt's Political Philosophy. Dialectical Anthropology (Review). 8 (1/2): 47—73. doi:10.1007/bf00249042. JSTOR 29790091.
  - Budwig, Ernest. G. (1 січня 1980). The Jew As Pariah: Jewish Identity and Politics in the Modern Age. By Hannah Arendt. Edited by Ron Feldman. New York: Grove Press, 1978. 288 pp. $12.50 cloth; $6.95 paper. Journal of Church and State (Review). 22 (1): 165. doi:10.1093/jcs/22.1.165.
  - Dannhauser, Werner J. (1 січня 1979). The Jew as Pariah, by Hannah Arendt, edited by Ron H. Feldman. Commentary (Review). Архів оригіналу за 25 лютого 2020. Процитовано 22 квітня 2020.
- — (1992) [1982]. Beiner, Ronald (ред.). Lectures on Kant's Political Philosophy. University of Chicago Press. ISBN 978-0-226-23178-5. Архів оригіналу за 30 травня 2020. Процитовано 22 квітня 2020. Online text [Архівовано 14 липня 2020 у Wayback Machine.] also Інтернет-архів
- — (2002a). Ludz, Ursula; Nordmann, Ingeborg (ред.). Denktagebuch: 1950 bis 1973 (нім.). Т. 1. Piper. ISBN 978-3-492-04429-5.
- — (2002b). Ludz, Ursula; Nordmann, Ingeborg (ред.). Denktagebuch: 1950 bis 1973 (нім.). Т. 2. Piper. ISBN 978-3-492-04429-5.
- — (January 2000). Baehr, Peter (ред.). The Portable Hannah Arendt. Penguin Books. ISBN 978-0-14-026974-1. Full text  on Інтернет-архів
- — (2011) [1994 Harcourt Brace & Company]. Kohn, Jerome (ред.). Essays in Understanding, 1930-1954: Formation, Exile, and Totalitarianism. Knopf Doubleday Publishing Group. ISBN 978-0-307-78703-3. Архів оригіналу за 30 травня 2020. Процитовано 22 квітня 2020. Full text on Інтернет-архів
  - —; Gaus, Günter [німецькою] (28 жовтня 1964). Was bleibt? Es bleibt die Muttersprache. Günter Gaus im Gespräch mit Hannah Arendt ["What remains? The Language remains": An interview with Günter Gaus]. trans. Joan Stambaugh. с. 1—23. (video [Архівовано 7 квітня 2020 у Wayback Machine.] and original German transcription [Архівовано 15 лютого 2020 у Wayback Machine.])
  - — (1930). Augustine and Protestanism. trans. Robert and Rita Kimber. с. 24—27.
  - — (1930). Philosophy and Sociology. trans. Robert and Rita Kimber. с. 28—43. (also in translation by Clare McMillan and Volker Meja [Архівовано 25 лютого 2021 у Wayback Machine.], in Meja та Stehr, (2014, pp. 196–208)
  - — (1932). On the emancipation of women. trans. Elisabeth Young-Bruehl. с. 66—68.
  - Teichman, Jenny (April 1994). Understanding Arendt. The New Criterion (Review). Архів оригіналу за 10 серпня 2018. Процитовано 10 серпня 2018.
- — (2005). Ludz, Ursula (ред.). Ich will verstehen: Selbstauskünfte zu Leben und Werk; mit einer vollständigen Bibliographie (нім.). Piper. ISBN 978-3-492-24591-3. Архів оригіналу за 30 травня 2020. Процитовано 22 квітня 2020.
- — (2007). Gottlieb, Susannah Young-ah (ред.). Reflections on Literature and Culture. Stanford University Press. ISBN 978-0-8047-4499-7. Архів оригіналу за 30 травня 2020. Процитовано 22 квітня 2020.
  - — (1932). Adam-Müller-Renaissance? (англ.). с. 38—45.
- — (2009) [2003, Schocken]. Kohn, Jerome (ред.). Responsibility and Judgment. Knopf Doubleday Publishing Group. ISBN 978-0-307-54405-6. Архів оригіналу за 30 травня 2020. Процитовано 22 квітня 2020.
  - — (1975), Prologue: Sonning Prize acceptance speech, с. 3—16, архів оригіналу за 18 квітня 2020, процитовано 22 квітня 2020
  - — (1964), Personal responsibility under dictatorship (PDF), с. 17—48, архів оригіналу (PDF) за 13 лютого 2020, процитовано 22 квітня 2020
- — (2009) [2005 Schocken]. Kohn, Jerome (ред.). The Promise of Politics. Knopf Doubleday Publishing Group. ISBN 978-0-307-54287-8. Архів оригіналу за 30 травня 2020. Процитовано 22 квітня 2020., partly based on Was ist Politik? (1993), French translation as Qu'est-ce que la politique ?
  - — (1993). Ludz, Ursula (ред.). Was ist Politik?: Fragmente aus dem Nachlass (нім.). Piper. Архів оригіналу за 14 квітня 2021. Процитовано 22 квітня 2020. (fragments [Архівовано 5 березня 2020 у Wayback Machine.])
  - — (2001). Qu'est-ce que la politique ? (french) . trans. Carole Widmaier. Сей (видавництво). ISBN 978-2-02-048190-8. Архів оригіналу за 14 квітня 2021. Процитовано 22 квітня 2020. see also (extract [Архівовано 16 лютого 2020 у Wayback Machine.])
- — (2009a) [2007 Schocken Books]. Kohn, Jerome; Feldman, Ron H (ред.). The Jewish Writings. Knopf Doubleday Publishing Group. ISBN 978-0-307-49628-7. Архів оригіналу за 30 травня 2020. Процитовано 22 квітня 2020. Full text on Інтернет-архів and also at Pensar el Espacio Público [Архівовано 13 січня 2021 у Wayback Machine.]
  - — (1932). The Enlightenment and the Jewish Question. trans. John E. Woods. с. 3—18.
  - — (1944). The Jew as Pariah: A Hidden Tradition. с. 275—297.
  - Butler, Judith (10 травня 2007). 'I merely belong to them': The Jewish Writings by Hannah Arendt, edited by Jerome Kohn and Ron Feldman 2007. London Review of Books (Review). Т. 29, № 9. с. 26—28. ISSN 0260-9592. Архів оригіналу за 22 липня 2018. Процитовано 14 серпня 2018.
- — (2018). Kohn, Jerome (ред.). Thinking Without a Banister: Essays in Understanding, 1953-1975. Knopf Doubleday Publishing Group. ISBN 978-1-101-87030-3. Архів оригіналу за 30 травня 2020. Процитовано 22 квітня 2020.

#### Collections
- The Hannah Arendt Papers. Бібліотека Конгресу. 2001. Архів оригіналу за 15 серпня 2018. Процитовано 14 серпня 2018.
  - Kohn, Jerome (2001). Three Essays: The Role of Experience in Hannah Arendt's Political Thought. Архів оригіналу за 9 травня 2020. Процитовано 22 квітня 2020.
- Hannah Arendt-Archiv (нім.). Institut für Philosophie: Carl von Ossietzky Universität Oldenburg. 2018. Процитовано 27 серпня 2018.
- Hannah Arendt (publications). Internet Archive. Процитовано 13 жовтня 2018.

#### Miscellaneous
- Arendt, Hannah (2007). Fischer-Defoy, Christine (ред.). Hannah Arendt: das private Adressbuch 1951-1975 (нім.). Koehler & Amelang. ISBN 978-3-7338-0357-5. Архів оригіналу за 14 квітня 2021. Процитовано 22 квітня 2020.
  - Ludz, Ursula (May 2008). Gut gestaltet, unterhaltsam, aber nicht zuverlässig – das kürzlich erschienene Arendt-Adressbuch. HannahArendt.net (Review)  (нім.). 4 (1). Архів оригіналу за 26 серпня 2018. Процитовано 26 серпня 2018.
- — (2013a). Hannah Arendt: The Last Interview And Other Conversations. Melville House Publishing. ISBN 978-1-61219-312-0. Архів оригіналу за 26 січня 2021. Процитовано 22 квітня 2020.
  - —; Fest, Joachim (9 листопада 1964). trans. Andrew Brown. Eichmann war von empörender Dummheit: Hannah Arendt im Gespräch mit Joachim Fest [Eichmann was outrageously stupid: Hannah Arendt in conversation with Joachim Fest]. HannahArendt.net (English) (нім.). Germany: SWR TV. 3 (1). Архів оригіналу за 18 лютого 2020. Процитовано 22 квітня 2020. (Original video) [Архівовано 15 лютого 2020 у Wayback Machine.]
  - Brody, Richard (3 грудня 2013). Hannah Arendt's Failures of Imagination. The New Yorker (Review). Архів оригіналу за 6 серпня 2020. Процитовано 22 квітня 2020.
- — (18 квітня 1975). Sonning Prize acceptance speech. Miscellaneous Material. Copenhagen. Архів оригіналу за 25 жовтня 2018. Процитовано 25 жовтня 2018., reprinted as the Prologue in Arendt, (2009,  pp.3–16)
- — (15 February – 10 March 1950). Jewish Cultural Reconstruction Field Reports, 1948–1951, No. 18. Key Documents of German-Jewish History (англ.). Hamburg: Institut für die Geschichte der deutschen Juden (IGdJ), Німецьке науково-дослідницьке співтовариство (DFG). doi:10.23691/jgo:source-126.en.v1. Архів оригіналу за 15 квітня 2019. Процитовано 7 березня 2019.

## Нотатки
1. ↑  Після Другої світової війни Кеніґсберґ став Калінінградом і перейшов до Росії
2. ↑  Редактором Sozialistische Monatshefte був кеніґсберзький юдейський науковець Йозеф Блох[de]. Цей журнал став центром уваги кеніґсберзького дискусійного соціалістичного клубу, в якому Марта брала участь
3. ↑  Frieda Arendt. After Paul Arendt's mother, died ca 1880, Max Arendt married Klara Wohlgemuth, by whom he had two children, Alfred (1881) and Frieda (1884–1928). Frieda married Ernst Aron.[35]
4. ↑  Martin Heidegger, a Roman Catholic, had married Elfride Petri on 21 March 1917. They had two sons, Jorg and Hermann[42]
5. ↑  Ettinger set out to write a biography of Arendt, but, being in poor health, never completed it, only this chapter being published as a separate work before she died[46]
6. ↑  The essay is preserved in the published correspondence between Arendt and Heidegger[54]
7. ↑  for instance "perhaps her youth will free itself from this spell"
8. ↑  Augustin and the Pauline freedom problem. A philosophical contribution to the genesis of the Christian-Western idea of freedom
9. ↑  Da es nun wahre Transzendenz in dieser geordneten Welt nicht gibt, gibt es auch nicht wahre Übersteigung, sondern nur Aufsteigen in andere Ränge
10. ↑  Anders - there are a number of theories as to reason why, including Herbert Ihering stating there were too many writers called Stern, so choose something "different" (anders), to being less Jewish sounding,[50] to not wanting to be seen as the son of his famous father[83]
11. ↑  Pariavolk: In Religionssoziologie (The Sociology of Religion). While Arendt based her work on Weber, a number of earlier authors had also used this term, including Theodor Herzl[97]
12. ↑  "Original Assimilation" was first published in English in 2007, as part of the collection Jewish Writings[110]
13. ↑  Youth Aliyah, literally Youth Immigration, reflecting the fundamental Zionist tenet of "going up" to Jerusalem
14. ↑  Hannah Arendt's mother, Martha Arendt (born Cohn) had a sister Margarethe Fürst in Berlin, with whom the Arendt's sought refuge for a while during World War I. Margarethe's son Ernst (Hannah Arendt's cousin) married Hannah's childhood friend Käthe Lewin, and they emigrated to Palestine in 1934. There, their first daughter was named Hannah after Arendt ("Big Hannah"). Their second daughter, Edna Fürst[de] (b. 1943), later married Michael Brocke[de] and accompanied her great aunt Hannah Arendt at the Eichmann trial[125]
15. ↑  Gurs to Montauban, about 300 km
16. ↑  The Huguenot mayor of Montauban had made welcoming political refugees an official policy[138]
17. ↑  In December 2018, a plaque to recognize Arendt's stay in Lisbon was unveiled at the corner of Rua da Sociedade Farmacêutica and Conde Redondo, including a quotation from "We Refugees" (see image)[139][140]
18. ↑  Arendt to Jaspers 29 January 1946
19. ↑  Arguing that anti-semitism in France was a continuum from Dreyfus to Pétain[147]
20. ↑  The Conference on Jewish Relations, established in 1933 by Salo Baron and Morris Raphael Cohen was renamed the Conference on Jewish Social Studies in 1955, and began publishing Jewish Social Studies in 1939[150][151]
21. ↑  Schocken Books began as Schocken Verlag, a German-Jewish publishing house that relocated to New York in 1945[154]
22. ↑  The Commission, by then called Jewish Cultural Reconstruction (JCR), was largely the work of Hannah Arendt and Salo Baron
23. ↑  JCR was wound up in 1977
24. ↑  Letter to Jaspers 14 May 1951[222] Her image appeared on the cover of the Saturday Review of Literature on Saturday, 24 March 1951 (see image), shortly after the publication of The Origins of Totalitarianism. She also appeared on Time and Newsweek in the same week[223]
25. ↑  Arendt wrote to Stein "It is my honest opinion that you are one of the best portrait photographers of the present day"[239]
26. ↑  Dark Times: A phrase she took from Brecht's poem An die Nachgeborenen[de] ("To Those Born After", 1938),[277] the first line of which reads Wirklich, ich lebe in finsteren Zeiten! (Truly, I live in dark times!). To both Brecht and Arendt, «Dark Times» was not merely a descriptive term for perceived atrocities but an explanation of the loss of guiding principles of theory, knowledge and explanation[278]
27. ↑  Latin has three nouns for love: amor, dilectio and caritas. The corresponding verbs for the first two are amare and diligere[281]
28. ↑  Arendt explained to Karl Jaspers, in a letter dated 6 August 1955, that she intended to use St Augustine's concept of amor mundi as the title, as a token of gratitude[287]
29. ↑  Fugitive writings: Dealing with subjects of passing interest
30. ↑  Arendt/Heidegger: Arendt willed that her correspondence be taken to the Deutsches Literaturarchiv in Marbach in 1976 and sealed for 5 years, and Heidegger's family stipulated that it remained sealed during Martin Heidegger's wife Elfride's lifetime (1893–1992). In 1976, Elzbieta Ettinger sought access and was granted this for a planned biography after Elfride's death. The subsequent scandal following Ettinger's disclosures, led to a decision to publish the correspondence in entirety[45][47]
31. ↑  Arendt to Jaspers, 2 December 1960
32. ↑  A position that the judges would later agree with[338]
33. ↑  Arendt to Jaspers, 23 December 1960
34. ↑  Arendt to Jaspers, 23 December 1960
35. ↑  Jaspers to Arendt 14 October 1960[348]
36. ↑  Letter to McCarthy 16 September 1963
37. ↑  The title vita activa (active life) is taken from Arendt's position in The Human Condition(1958) that thinking is a form of action, and that the active life is as important as the contemplative (vita contemplativa)[220]
38. ↑  The Palazzo degli Uffici Finanziari was originally the Casa del Fascio and the square, the Piazza Arnaldo Mussolini, and was erected as the Fascist headquarters for the region. The bas-relief is by Hans Piffrader[it]
39. ↑  Ladin, German and Italian: Degnu n'a l dërt de ulghè - Kein Mensch hat das Recht zu gehorchen - Nessuno ha il diritto di obbedire
40. ↑  "Civil Disobedience" originally appeared, in somewhat different form, in The New Yorker. Versions of the other essays originally appeared in The New York Review of Books

#### Рахель Фарнгаґен
- Zebadúa Yáñez, Verónica (18 листопада 2017). Reading the Lives of Others: Biography as Political Thought in Hannah Arendt and Simone de Beauvoir. Hypatia. 33 (1): 94—110. doi:10.1111/hypa.12383. ISSN 0887-5367.

#### Special issues and proceedings
- Ojakangas, Mika, ред. (2010). Hannah Arendt: Practice, Thought and Judgement. Collegium (Special issue). 8. Архів оригіналу за 16 лютого 2020. Процитовано 15 лютого 2020.
  - Ojakangas, Mika (2010). Arendt, Socrates, and the Ethics of Conscience (PDF): 67—85. Архів оригіналу (PDF) за 26 вересня 2020. Процитовано 15 лютого 2020.
- Durst, Margarete (2004). Birth and Natality in Hannah Arendt. с. 777—797. ISBN 9789401000475. Архів оригіналу за 14 квітня 2021. Процитовано 15 лютого 2020.
- Hannah Arendt. Social Research (Special issue). 44 (1). Spring 1977. JSTOR i40043622.

### Аудіовізуальні матеріали
- Berkowitz, Roger (2013). Hannah Arendt: A brief biography (DVD liner notes to Hannah Arendt). Zeitgeist Films.
- BBFC (2013). Hannah Arendt. Releases (Film) (English та Hebrew) (нім.). British Board of Film Classification. Процитовано 29 липня 2018. [Архівовано 15 лютого 2020 у Wayback Machine.]
  - Weigel, Moira (16 липня 2013). Heritage Girl Crush: On "Hannah Arendt". Los Angeles Review of Books (Review). Архів оригіналу за 19 серпня 2018. Процитовано 18 серпня 2018.
- Bragg, Melvyn; Stonebridge, Lyndsey; Sheffield, Frisbee; Eaglestone, Robert (2 лютого 2017). Hannah Arendt. Radio 4: In Our Time (Radio panel discussion). BBC Radio. Процитовано 20 вересня 2018. [Архівовано 16 жовтня 2018 у Wayback Machine.]
- Zeitgeist (2015). Vita Activa - The Spirit of Hannah Arendt (Documentary) (Film) (Hebrew) (нім.) (англ.). Zeitgeist Films. [Архівовано 16 березня 2020 у Wayback Machine.]
  - Scott, A. O. (5 квітня 2016). Review: In 'Vita Activa: The Spirit of Hannah Arendt,' a Thinker More Relevant Than Ever. Нью-Йорк таймс (Review). Архів оригіналу за 23 травня 2020. Процитовано 15 лютого 2020.

### Книги на монографії
- Baier, Annette (1995). Moral Prejudices: Essays on Ethics. Harvard University Press. ISBN 978-0-674-58716-8. Архів оригіналу за 14 квітня 2021. Процитовано 15 лютого 2020.
  - «Ethics in many different voices» pp. 247–268, see also revised versions as Baier, (1998, pp. 247–268) and Baier, (1997, pp. 325–346)
- Bernstein, Richard J. (2018). Why Read Hannah Arendt Now?. Wiley. ISBN 978-1-5095-2863-9. Архів оригіналу за 14 квітня 2021. Процитовано 15 лютого 2020.
- Clément, Catherine (2001) [1999 Calmann-Lévy]. Martin et Hannah [Martin and Hannah: A Novel]. translated from French by Julia Shirek Smith. Prometheus Books. ISBN 978-1-57392-906-6. Архів оригіналу за 14 квітня 2021. Процитовано 15 лютого 2020.
  - Schroeder, Steven (2002). Review of "Martin and Hannah: A Novel". Essays in Philosophy (Review). 3 (1). ISSN 1526-0569. Архів оригіналу за 15 лютого 2020. Процитовано 15 лютого 2020.
- Copjec, Joan, ред. (1996). Radical Evil. Verso. ISBN 978-1-85984-911-8. Архів оригіналу за 20 серпня 2020. Процитовано 15 лютого 2020.
- Hattem, Cornelis Van; Hattem, Kees van (2005). Superfluous people: a reflection on Hannah Arendt and evil. University Press of America. ISBN 978-0-7618-3304-8. Архів оригіналу за 30 червня 2020. Процитовано 15 лютого 2020.
- Kakutani, Michiko (2018). The Death of Truth: Notes on Falsehood in the Age of Trump. Crown/Archetype. ISBN 978-0-525-57484-2. Архів оригіналу за 3 лютого 2021. Процитовано 15 лютого 2020.
  - Hayes, Chris (18 липня 2018). Michiko Kakutani's Book About Our Post-Truth Era. Нью-Йорк таймс (Review). Архів оригіналу за 4 вересня 2018. Процитовано 3 вересня 2018.
- Keen, David (2006). Endless war? Hidden functions of the "war on terror". Pluto Press. ISBN 978-0-7453-2417-3. Архів оригіналу за 14 квітня 2021. Процитовано 15 лютого 2020. (see also excerpt at Keen, (2007)
- Lamey, Andy (2011). Frontier Justice: The Global Refugee Crisis and What To Do About It. Doubleday Canada. ISBN 978-0-307-36792-1. Архів оригіналу за 2 травня 2021. Процитовано 15 лютого 2020.
- Milgram, Stanley (2017) [1974]. Obedience to Authority. HarperCollins. ISBN 978-0-06-280340-5. Архів оригіналу за 14 квітня 2021. Процитовано 15 лютого 2020. (see also Obedience to Authority)
- Oatley, Keith (2018). Our Minds, Our Selves: A Brief History of Psychology. Princeton University Press. ISBN 978-1-4008-9004-0. Архів оригіналу за 14 квітня 2021. Процитовано 15 лютого 2020.
- Simmons, William Paul (2011). Human Rights Law and the Marginalized Other. Cambridge University Press. ISBN 978-1-139-50326-6. Архів оригіналу за 26 січня 2021. Процитовано 15 лютого 2020.
  - Simmons, William Paul (2011), Arendt, Little Rock, and the Cauterization of the Marginalized Other (PDF) (Essay), архів оригіналу (PDF) за 9 березня 2021, процитовано 15 лютого 2020
- Swedberg, Richard; Agevall, Ola (2016). The Max Weber Dictionary: Key Words and Central Concepts (вид. 2nd). Stanford University Press. ISBN 978-1-5036-0022-5. Архів оригіналу за 14 квітня 2021. Процитовано 15 лютого 2020.
- Weber, Hermann; Drabkin, Jakov; Bayerlein, Bernhard H., ред. (2014). Deutschland, Russland, Komintern. II Dokumente (1918–1943): Nach der Archivrevolution: Neuerschlossene Quellen zu der Geschichte der KPD und den deutsch-russischen Beziehungen [Germany, Russia, Comintern. II Documents (1918-1943): After the Archive Revolution: New sources on the history of the KPD and German-Russian relations]. Berlin: Walter de Gruyter GmbH & Co KG. ISBN 978-3-11-033978-9. Архів оригіналу за 14 квітня 2021. Процитовано 15 лютого 2020.

#### Саможиттєписи та життєписи
- Арендт, Ганна // Філософський енциклопедичний словник / В. І. Шинкарук (гол. редкол.) та ін ; Інститут філософії імені Григорія Сковороди НАН України. — Київ : Абрис, 2002. — 742 с. — 1000 екз. — ББК 87я2. — ISBN 966-531-128-X.
- H. Ротар. Арендт (Arendt) Ганна // Політична енциклопедія / редкол.: Ю. Левенець (голова), Ю. Шаповал (заст. голови). — К. : Парламентське видавництво, 2011. — С. 38. — ISBN 978-966-611-818-2.
- Принц, Алоїз (2016). Ханна Арендт або Любов до світу. К.: Темпора. с. 342. ISBN 9786175692653.
- AAAS (2018). Book of members, 1780 – present: A (PDF). Cambridge MA: American Academy of Arts and Sciences. с. 18. Архів оригіналу (PDF) за 17 грудня 2014. Процитовано 27 липня 2018.
- Ettinger, Elzbieta (1997) [1995]. Hannah Arendt/Martin Heidegger. Yale University Press. ISBN 978-0-300-07254-9. Архів оригіналу за 8 березня 2021. Процитовано 15 лютого 2020.
  - Brent, Frances (30 травня 2013). Arendt's Affair. Tablet (Review). Архів оригіналу за 10 квітня 2019. Процитовано 15 лютого 2020.
- Grunenberg, Antonia (2003). Arendt (нім.). Фрайбург: Herder. ISBN 978-3-451-04954-5. Архів оригіналу за 14 квітня 2021. Процитовано 15 лютого 2020.
- — (2017). Hannah Arendt and Martin Heidegger: History of a Love. Indiana University Press. ISBN 978-0-253-02718-4. Архів оригіналу за 14 квітня 2021. Процитовано 15 лютого 2020.
- Heller, Anne Conover (2015). Hannah Arendt: A Life in Dark Times. Houghton Mifflin Harcourt. ISBN 978-0-544-45619-8. Архів оригіналу за 30 червня 2020. Процитовано 15 лютого 2020. excerpt [Архівовано 9 серпня 2020 у Wayback Machine.]
- Kristeva, Julia (2001) [1999 Фаяр (видавництво)]. Le Génie féminin: Hannah Arendt [Hannah Arendt]. translated from the French by Ross Guberman. Columbia University Press. ISBN 978-0-231-12102-6. Архів оригіналу за 26 січня 2021. Процитовано 15 лютого 2020.
- Maier-Katkin, Daniel (2010a). Stranger from Abroad: Hannah Arendt, Martin Heidegger, Friendship and Forgiveness. W. W. Norton. ISBN 978-0-393-07731-5. Архів оригіналу за 26 січня 2021. Процитовано 15 лютого 2020.
- May, Derwent (1986). Hannah Arendt. Penguin Books. Архів оригіналу за 14 квітня 2021. Процитовано 15 лютого 2020.
- Nixon, Jon (2015). Hannah Arendt and the Politics of Friendship. Bloomsbury Publishing. ISBN 978-1-4725-0754-9. Архів оригіналу за 14 квітня 2021. Процитовано 15 лютого 2020.
- Stangneth, Bettina (2014). Eichmann Before Jerusalem: The Unexamined Life of a Mass Murderer. Knopf Doubleday Publishing Group. ISBN 978-0-307-95968-3. Архів оригіналу за 14 квітня 2021. Процитовано 15 лютого 2020.
- Vowinckel, Annette (2004). Hannah Arendt: zwischen deutscher Philosophie und jüdischer Politik [Hannah Arendt: Between German philosophy and Jewish politics] (нім.). Lukas Verlag. ISBN 978-3-936872-36-1. Архів оригіналу за 3 лютого 2021. Процитовано 15 лютого 2020. (full text [Архівовано 19 вересня 2018 у Wayback Machine.])
- Young-Bruehl, Elisabeth (2004) [1982]. Hannah Arendt: For Love of the World (вид. Second). Yale University Press. ISBN 978-0-300-10588-9. Архів оригіналу за 26 січня 2021. Процитовано 15 лютого 2020. (updated by way of a second preface, pagination unchanged)[a]

#### Критичні праці
- Shenhav, Yehouda (3 травня 2007). All Aboard the Arendt Express. Гаарец (Review). Архів оригіналу за 31 липня 2018. Процитовано 30 липня 2018.
- Berkowitz, Roger; Storey, Ian, ред. (2017). Artifacts of Thinking: Reading Hannah Arendt's Denktagebuch. Oxford University Press. ISBN 978-0-8232-7217-4. Архів оригіналу за 14 квітня 2021. Процитовано 15 лютого 2020.
- Bernauer, J.W., ред. (1987). Amor Mundi: Explorations in the Faith and Thought of Hannah Arendt. Springer Science+Business Media. ISBN 978-94-009-3565-5. Архів оригіналу за 26 січня 2021. Процитовано 15 лютого 2020.
  - Bernauer, James W. (1987a). The Faith of Hannah Arendt: Amor Mundi and its Critique — Assimilation of Religious Experience. с. 1—28.
- Bernstein, Richard J. (2013). Hannah Arendt and the Jewish Question. Wiley. ISBN 978-0-7456-6570-2. Архів оригіналу за 9 березня 2021. Процитовано 15 лютого 2020.
- Birmingham, Peg (2006). Hannah Arendt and Human Rights: The Predicament of Common Responsibility. Indiana University Press. ISBN 978-0-253-11226-2. Архів оригіналу за 26 січня 2021. Процитовано 15 лютого 2020.
- Courtine-Denamy, Sylvie (2000) [1997 Éditions Albin Michel]. Trois femmes dans de sombres temps [Three Women in Dark Times: Edith Stein, Hannah Arendt, Simone Weil, or Amor fati, amor mundi]. trans. from French by GM Goshgarian. Cornell University Press. ISBN 978-0-8014-8758-3. Архів оригіналу за 26 січня 2021. Процитовано 15 лютого 2020.
- Grunenberg, Antonia [німецькою] (2018). Hannah Arendt-Studien / Hannah Arendt Studies (англ.) (нім.). Peter Lang. Архів оригіналу за 28 серпня 2018. Процитовано 27 серпня 2018.
- Hinchman, Lewis P.; Hinchman, Sandra, ред. (1994). Hannah Arendt: Critical Essays. SUNY Press. ISBN 978-0-7914-1853-6. Архів оригіналу за 14 квітня 2021. Процитовано 15 лютого 2020.
- Luban, David. Arendt After Jerusalem: The Moral and Legal Philosophy (PDF). To be published. Архів оригіналу (PDF) за 15 грудня 2018. Процитовано 14 грудня 2018.
- Ring, Jennifer (1998). The Political Consequences of Thinking: Gender and Judaism in the Work of Hannah Arendt. SUNY Press. ISBN 978-1-4384-1739-4. Архів оригіналу за 14 квітня 2021. Процитовано 15 лютого 2020.
- Swift, Simon (2008). Hannah Arendt. Routledge. ISBN 978-1-134-09355-7. Архів оригіналу за 14 квітня 2021. Процитовано 15 лютого 2020.
- —, ред. (2000). The Cambridge Companion to Hannah Arendt. Cambridge University Press. ISBN 978-0-521-64571-3. Архів оригіналу за 2 травня 2021. Процитовано 15 лютого 2020. text at Pensar el Espacio Público [Архівовано 13 січня 2021 у Wayback Machine.]

#### Історичні праці
- Augustine, Saint (1995). In Joannis evangelium tractatus [Tractates on the Gospel of John, 111-24]. trans. John W Rettig. CUA Press. ISBN 978-0-8132-0092-7. Архів оригіналу за 14 квітня 2021. Процитовано 15 лютого 2020.
- — (2008). Tractatus in epistolam Joannis ad Parthos [Homilies on the First Epistle of John]. trans. Boniface Ramsay. Фоколяри. Архів оригіналу за 14 квітня 2021. Процитовано 15 лютого 2020., available in Latin as
- — (1793). Die Religion innerhalb der Grenzen der bloßen Vernunft. Königsberg: Friedrich Nicolovius. с. 99. Архів оригіналу за 8 вересня 2020. Процитовано 15 лютого 2020.
- — (1838). Religion Within the Boundary of Pure Reason. translated from German by J W Semple. Edinburgh: Thomas Clark. с. 125.
- Lazare, Bernard (2016) [1898 Kadimah, Paris]. Le Nationalisme Juif. Ашетт Лівр. ISBN 978-2-01-359879-8. Архів оригіналу за 14 квітня 2021. Процитовано 15 лютого 2020. facsimile text [Архівовано 15 лютого 2020 у Wayback Machine.] at Національна бібліотека Франції, and reproduced on Вікіджерела
- Rühle-Gerstel, Alice (1932). Das Frauenproblem der Gegenwart: eine psychologische Bilanz [Contemporary Women's Issues: A psychological balance sheet] (нім.). S. Hirzel. Архів оригіналу за 14 квітня 2021. Процитовано 15 лютого 2020.
- Weber, Max (1978) [1922]. Roth, Guenther; Wittich, Claus (ред.). Wirtschaft und Gesellschaft: Grundriss der verstehenden Soziologie [Economy and Society: An Outline of Interpretive Sociology]. University of California Press. ISBN 978-0-520-03500-3. Архів оригіналу за 14 квітня 2021. Процитовано 15 лютого 2020. full text available on Інтернет-архів
- Weil, Hans [німецькою] (1967) [1930]. Die Entstehung des deutschen Bildungsprinzips [The Origin of the German Educational Principle]. H. Bouvier. Архів оригіналу за 26 січня 2021. Процитовано 15 лютого 2020.

### Chapters and contributions
- Baier, Annette C (1997). Ethics in many different voices. с. 325—346., in May та Kohn, (1997)
- Brocke, Edna [німецькою] (2009a). Afterword. "Big Hannah" - My Aunt. с. 512—522., in Arendt, (2009a)
- Canovan, Margaret (2013). Introduction. с. vii—xx. ISBN 9780226924571. Архів оригіналу за 14 квітня 2021. Процитовано 15 лютого 2020., in Arendt, (2013)
- Elon, Amos (2006a). Introduction. с. xxi. ISBN 9781101007167. Архів оригіналу за 14 квітня 2021. Процитовано 15 лютого 2020., in Arendt, (2006a)
- Fry, Karin (2014). Natality (PDF). с. 23—35. Архів оригіналу (PDF) за 13 січня 2021. Процитовано 15 лютого 2020., in Hayden, (2014)
- Gould, Carol (2009). Hannah Arendt and Remebrance. с. 65—72. ISBN 9781461636564. Архів оригіналу за 14 квітня 2021. Процитовано 15 лютого 2020., in Richter, (2009)
- Kippenberger, Hans (8 лютого 1936). 376a. Vertraulicher Bericht Kippenbergers uber den Parteiselbstschutz (PSS) der KPD [Confidential report by Kippenberger on the party self-protection of the KPD]. Moscow. с. 1182—1185., in Weber et al, (2014)
- Luban, David (1994). Explaining Dark Times: Hannah Arendt's Theory of Theory. с. 79—110., in Hinchman та Hinchman, (1994)
- Scott, Joanna Vecchiarelli; Stark, Judith Chelius (1996). Preface: Rediscovering Love and Saint Augustine. с. vii—xviii. ISBN 9780226025964. Архів оригіналу за 14 квітня 2021. Процитовано 15 лютого 2020., in Arendt, (1996)
- Weyembergh, Maurice (1999). Remembrance and Oblivion. с. 79—96. ISBN 9789042907812. Архів оригіналу за 14 квітня 2021. Процитовано 15 лютого 2020., in Hermsen та Villa, (1999)

### Словники та енциклопедії
- Baron, Salo (2007). Conference on Jewish Social Studies. Encyclopaedia Judaica. Thomson Gale. Архів оригіналу за 6 січня 2019. Процитовано 5 січня 2019.
- d'Entreves, Maurizio Passerin (2014). Hannah Arendt. Стенфордський університет. Архів оригіналу за 30 січня 2019. Процитовано 6 лютого 2019. {{cite encyclopedia}}: Проігноровано |website= (довідка) (Version: January 2019 [Архівовано 30 січня 2019 у Wayback Machine.])
  - Whitfield, Stephen J. (1998). Hannah Arendt (1906 - 1975). с. 61—64. Архів оригіналу за 19 липня 2018. Процитовано 25 липня 2018., in Hyman та Moore, (1998)
- Wood, Kelsey (7 січня 2004). Hannah Arendt. The Literary Dictionary Company Limited. Архів оригіналу за 24 липня 2018. Процитовано 24 липня 2018. {{cite encyclopedia}}: Проігноровано |website= (довідка)
- Yar, Majid. Hannah Arendt (1906—1975). Архів оригіналу за 19 липня 2018. Процитовано 18 липня 2018. {{cite encyclopedia}}: Проігноровано |website= (довідка)
- Cullen-DuPont, Kathryn (2014) [1996]. Encyclopedia of Women's History in America (вид. 2nd). Infobase Publishing. ISBN 978-1-4381-1033-2. Архів оригіналу за 22 жовтня 2020. Процитовано 15 лютого 2020.

### Журнали
- Adelman, Jeremy (Spring 2016). Pariah: Can Hannah Arendt Help Us Rethink Our Global Refugee Crisis?. Wilson Quarterly. Архів оригіналу за 6 жовтня 2018. Процитовано 2 вересня 2018.
- Austerlitz, Saul (30 травня 2013). A New Movie Perpetuates the Pernicious Myth of Hannah Arendt. The New Republic. Архів оригіналу за 15 лютого 2020. Процитовано 15 лютого 2020.
- Bernstein, Richard (19 серпня 2018). The Urgent Relevance of Hannah Arendt. The Philosophers' Magazine. № 82. с. 24—31. Архів оригіналу за 15 лютого 2020. Процитовано 15 лютого 2020.
- Gellhorn, Martha (February 1962). Eichmann and the Private Conscience. The Atlantic., reprinted in Gellhorn, (1988, pp .217–233)
- Heinrich, Kaspar (19 листопада 2013). Fotografien von Fred Stein: Der Poet mit der Kleinbildkamera. Шпіґель (нім.). Архів оригіналу за 20 жовтня 2017. Процитовано 15 лютого 2020.
- Held, Virginia; Kazin, Alfred (21 жовтня 1982). Feminism & Hannah Arendt. The New York Review of Books. Архів оригіналу за 15 лютого 2020. Процитовано 15 лютого 2020.
- Howe, Irving (5 червня 2013). Banality and Brilliance. Dissent. Архів оригіналу за 7 вересня 2018. Процитовано 6 вересня 2018.
- Jones, Kathleen B. (12 листопада 2013). Hannah Arendt's Female Friends. Los Angeles Review of Books. Архів оригіналу за 19 серпня 2018. Процитовано 18 серпня 2018.
- Kirsch, Adam (12 січня 2009). Beware of Pity: Hannah Arendt and the power of the impersonal. The New Yorker. Архів оригіналу за 18 липня 2018. Процитовано 25 липня 2018.
- Kohler, Lotte (21 березня 1996). The Arendt/Heidegger Affair. The New York Review of Books. Архів оригіналу за 15 лютого 2020. Процитовано 15 лютого 2020.
- Maier-Katkin, Daniel (2010). How Hannah Arendt Was Labeled an "Enemy of Israel". Tikkun. Т. 25, № 6. с. 11—14. ISSN 2164-0041. Архів оригіналу за 9 березня 2021. Процитовано 15 лютого 2020.
- Obermair, Hannes (April 2018). Da Hans a Hannah—il "duce" di Bolzano e la sfida di Arendt [From Hans to Hannah—Mussolini in Bolzano and Arendt's Challenge]. Il Cristallo. Rassegna di Varia Umanità (italian) . Т. 60, № 1. с. 27—32. ISBN 978-88-7223-312-2. ISSN 0011-1449. Архів оригіналу за 16 жовтня 2021. Процитовано 15 лютого 2020.
- Seliger, Ralph (15 квітня 2011). Hannah Arendt: From Iconoclast to Icon. Tikkun. Архів оригіналу за 30 березня 2016. Процитовано 16 січня 2016.
- Wieseltier, Leon (7 жовтня 1981). Understanding Anti-Semitism: Hannah Arendt on the origins of prejudice. The New Republic. Архів оригіналу за 2 вересня 2018. Процитовано 2 вересня 2018.

### Газети
- Bernstein, Richard J. (20 червня 2018). The Illuminations of Hannah Arendt. Нью-Йорк таймс. Архів оригіналу за 15 лютого 2020. Процитовано 15 лютого 2020.
- Bird, David (4 грудня 1975). Hannah Arendt, Political Scientist Dead. Нью-Йорк таймс (Obituary). Архів оригіналу за 3 травня 2021. Процитовано 24 липня 2018.
- Butler, Judith (29 серпня 2011). Hannah Arendt's challenge to Adolf Eichmann. The Guardian. Архів оригіналу за 16 грудня 2018. Процитовано 13 грудня 2018.
- Frantzman, Seth J. (5 червня 2016). Hannah Arendt, white supremacist It's time to admit that through Arendt's writing runs a thread of European white supremacy. Джерусалем пост. Архів оригіналу за 15 лютого 2020. Процитовано 15 лютого 2020.
- Grenier, Elizabeth (2 лютого 2017). Why the world is turning to Hannah Arendt to explain Trump. DW. Архів оригіналу за 15 лютого 2020. Процитовано 15 лютого 2020.
- Invernizzi-Accetti, Carlo (6 грудня 2017). A small Italian town can teach the world how to defuse controversial monuments. Гардіан. Архів оригіналу за 5 вересня 2018. Процитовано 5 вересня 2018.
- Moreira, Cristiana Faria (23 грудня 2017). Hannah Arendt. A passagem por Lisboa a caminho da liberdade. Publico (порт.). Архів оригіналу за 22 жовтня 2020. Процитовано 15 лютого 2020.
- Pfeffer, Anshel (9 травня 2008). Dear Hannah. Гаарец. Архів оригіналу за 8 січня 2018. Процитовано 27 липня 2018.
- Sznaider, Natan (20 жовтня 2006). Human, citizen, Jew. Гаарец. Архів оригіналу за 20 жовтня 2017. Процитовано 27 липня 2018.
- Tavares, Rui (10 грудня 2018). Hannah Arendt em Lisboa. Publico (порт.). Архів оригіналу за 6 жовтня 2019. Процитовано 15 лютого 2020.
- Walters, Guy (19 січня 2015). Don't be fooled - Eichmann was a monster. The Telegraph. Архів оригіналу за 22 серпня 2018. Процитовано 21 серпня 2018.
- Williams, Zoe (1 лютого 2017). Totalitarianism in the age of Trump: lessons from Hannah Arendt. Гардіан. Архів оригіналу за 28 червня 2020. Процитовано 15 лютого 2020.
- Killer of 6,000,000; Adolf Eichmann. Нью-Йорк таймс. 26 травня 1960. с. 18. Архів оригіналу за 15 лютого 2020. Процитовано 15 лютого 2020.
- 'Show' Trial Promised. Нью-Йорк таймс. 28 травня 1960. с. 9. Архів оригіналу за 15 лютого 2020. Процитовано 15 лютого 2020.

### Дисертації
- Herman, Dana (2008). Hashavat Avedah: a history of Jewish Cultural Reconstruction, Inc (Дипломна робота). Montreal: Department of History, Університет Макгілла.
- Miller, Joshua A (August 2010). Hannah Arendt's theory of deliberative judgement (Дипломна робота). Університет штату Пенсильванія. Архів оригіналу за 9 березня 2021. Процитовано 15 лютого 2020.

### Вебсайти
- Ali, Amro (25 квітня 2017). "We Refugees" – an essay by Hannah Arendt. Архів оригіналу за 23 грудня 2019. Процитовано 15 лютого 2020.
- Fred Stein: Hannah Arendt, photograph (1944): Philosopher in a contemplative pose. Arts in Exile (Virtual exhibition). Архів оригіналу за 2 серпня 2018. Процитовано 2 серпня 2018.
- Heuer, Wolfgang. Zeitschrift für politisches Denken (english та german) . Архів оригіналу за 11 серпня 2018. Процитовано 14 серпня 2018.
- Barry, James, ред. (2017). Arendt Studies (journal). Архів оригіналу за 15 серпня 2018. Процитовано 14 серпня 2018.
- Addison, Sam (1972–1974). Hannah Arendt: The Life of the Mind. Gifford Lectures. Абердинський університет. Архів оригіналу за 15 лютого 2020. Процитовано 15 лютого 2020.
- Hannah Arendt & the University of Heidelberg. Between Truth and Hope. 30 жовтня 2016. Архів оригіналу за 29 серпня 2018. Процитовано 28 серпня 2018.
- Hannah Arendt. Vertrauen in das Menschliche (PDF) (Exhibition brochure)  (нім.). Goethe-Institut. 2011. Архів оригіналу (PDF) за 1 вересня 2018. Процитовано 31 серпня 2018.
- Krieghofer, Gerald (1 липня 2017). "Niemand hat das Recht zu gehorchen." Hannah Arendt (angeblich). Zitaträtsel. Архів оригіналу за 5 вересня 2018. Процитовано 5 вересня 2018.
- Miller, Joshua A. (25 вересня 2017). How the Schocken Books collections changed Arendt scholarship. Anotherpanacea. Архів оригіналу за 5 вересня 2018. Процитовано 5 вересня 2018.
- Obedience and Dictatorship. Desperado Philosophy. 22 грудня 2017. Архів оригіналу за 7 вересня 2018. Процитовано 6 вересня 2018.
- Hill, Samantha Rose (26 березня 2017). What does it mean to love the world? Hannah Arendt and Amor Mundi. openDemocracy. Архів оригіналу за 8 вересня 2018. Процитовано 8 вересня 2018.
- Brecht, Bertolt. An die Nachgeborenen. Lyrik-line: Listen to the poet (нім.). Haus für Poesie. Архів оригіналу за 15 вересня 2018. Процитовано 14 вересня 2018. — includes Brecht reading (english [Архівовано 15 лютого 2020 у Wayback Machine.])
- Waterhouse, Peter (July 2013). Truth And Translation. European Institute for Progressive Cultural Policies (EIPCP). Архів оригіналу за 19 вересня 2018. Процитовано 15 лютого 2020.
- Gold, Hannah (29 січня 2017). Amazon Needs to Restock Hannah Arendt's The Origins of Totalitarianism. Jezebel. Архів оригіналу за 30 серпня 2018. Процитовано 20 вересня 2018.
- Hannah Arendt. kulturreise-ideen (нім.). Процитовано 8 жовтня 2018.
- Hill, Samantha Rose (6 грудня 2015). A Meditation on Arendt, Rilke, & Guns (англ.). Hannah Arendt Center. Архів оригіналу за 18 жовтня 2018. Процитовано 17 жовтня 2018.
- Rilke, Rainer Maria (1912–1922). Duineser Elegien (нім.). Zeno. Архів оригіналу за 18 жовтня 2018. Процитовано 17 жовтня 2018. (English translation by A. S. Kline 2004)
- Paula, Luisa (28 грудня 2018). Hannah Arendt em Lisboa. Espaço Crítico (порт.). Архів оригіналу за 21 лютого 2019. Процитовано 20 лютого 2019.

#### Життєпис, родовід і хронологія
- AAAL. Academy Members: Deceased. Members. American Academy of Arts and Letters. Архів оригіналу за 11 серпня 2019. Процитовано 28 липня 2018.
- Heller, Anne C (6 липня 2015). Hannah Arendt: A Brief Chronology. Архів оригіналу за 17 серпня 2018. Процитовано 17 серпня 2018.
- Ludz, Ursula (2005). Vita Hannah Arendt. HannahArendt.net (нім.). с. 251—256. Архів оригіналу за 4 березня 2016. Процитовано 16 вересня 2018., in Arendt, (2005)
- Schoenberg, Randy (23 травня 2018). Hannah Arendt. Geni. Архів оригіналу за 27 липня 2018. Процитовано 27 липня 2018.

#### Institutions, locations and organizations
- Bernstein, Richard J. (2017). Hannah Arendt Center. New York: The New School for Social Research. Архів оригіналу за 15 серпня 2018. Процитовано 14 серпня 2018.
- Hannah Arendt Centre. Institut für Philosophie: Carl von Ossietzky Universität Oldenburg. Процитовано 27 серпня 2018.
- Hannah Arendt Center for Political Studies. Department of Human Sciences, University of Verona. 2018. Архів оригіналу за 11 вересня 2018. Процитовано 10 вересня 2018.
- Hannah Arendt Gymnasium, Berlin (нім.). 2018. Архів оригіналу за 14 серпня 2018. Процитовано 1 серпня 2018.
- Dries, Christian (July 2018). Vita Günther Anders (1902-1992). Translated by Christopher John Müller. Internationale Günther Anders Gesellschaft. Архів оригіналу за 14 жовтня 2017. Процитовано 11 вересня 2018.
- GDW (2016). Hannah Arendt. Exile and Resistance. German Resistance Memorial Center. Архів оригіналу за 20 вересня 2018. Процитовано 19 вересня 2018.
- Hannah Arendt Tage. Das offizielle Portal der Region und der Landeshauptstadt Hannover. City of Hanover. Архів оригіналу за 28 липня 2018. Процитовано 24 липня 2018.
  - Hannah Arendt in Hannover. Das offizielle Portal der Region und der Landeshauptstadt Hannover. City of Hanover. 22 серпня 2017. Архів оригіналу за 15 лютого 2020. Процитовано 24 липня 2018.
- CAS (2011). Guide to the Center for Advanced Studies Records, 1958 - 1969. Wesleyan University Library. Архів оригіналу за 24 червня 2018. Процитовано 27 липня 2018.
- UNHCR (2 серпня 2017). Arendt, Hannah. UNHCR Central Europe. Архів оригіналу за 2 серпня 2018. Процитовано 2 серпня 2018.

##### Hannah Arendt Center (Bard)
- The Hannah Arendt Center for Politics and Humanities at Bard College. Архів оригіналу за 14 серпня 2018. Процитовано 14 серпня 2018.
  - McCarthy House. About Us (англ.). The Hannah Arendt Center. Архів оригіналу за 19 вересня 2018. Процитовано 18 вересня 2018.
  - Bard. The Hannah Arendt Collection. Hannah Arendt Center, Stevenson Library, Bard College. Архів оригіналу за 27 липня 2018. Процитовано 29 липня 2018.
    - Kettler, David (2009). Hannah Arendt Collection: Arendt on Mannheim. Архів оригіналу за 21 вересня 2018. Процитовано 21 вересня 2018.

  - The Hannah Arendt Center. Medium. Архів оригіналу за 20 вересня 2018. Процитовано 20 вересня 2018.
  - Amor Mundi. Medium. Архів оригіналу за 27 жовтня 2018. Процитовано 26 жовтня 2018.
  - Film Screening: In Search of The Last Agora. Hannah Arendt Center News. 15 листопада 2018. Архів оригіналу за 28 вересня 2020. Процитовано 13 березня 2019.

#### Мапи
- Rue Hannah Arendt. Google Maps. Архів оригіналу за 8 жовтня 2018. Процитовано 8 жовтня 2018.

### Зовнішні зображення
- Hannah Arendt (1906—1975). Internet Encyclopedia of Philosophy (Photograph of commemorative stamp). 1988. Архів оригіналу за 8 серпня 2018. Процитовано 18 липня 2018.
- Hannah Arendt, stamp, Germany 2006 (Photograph of commemorative stamp). Управління Верховного комісара ООН у справах біженців. 2006. Архів оригіналу за 12 січня 2018. Процитовано 2 серпня 2018.
- Map of location of Hannah Arendt Straße, Berlin. GeoHack (Map). Архів оригіналу за 31 липня 2018. Процитовано 30 липня 2018.
- Stein, Fred (2018). Hannah Arendt, 1944. Portrait Portfolio (Photographic portrait). Fred Stein Archive. Архів оригіналу за 2 серпня 2018. Процитовано 1 серпня 2018.
- Hannah Arendts Erkennungskarte der Universität Heidelberg 1928. Bild des Monats (Student identity card). Гайдельберзький університет Рупрехта-Карла. November 2015. Архів оригіналу за 29 серпня 2018. Процитовано 28 серпня 2018.
- Arendt, Hannah (1975). Life of the Mind: Judging. ISBN 9780226025957. Архів оригіналу за 14 квітня 2021. Процитовано 15 лютого 2020.
- Cover. Saturday Review of Literature (Cover image). 24 березня 1951. Архів оригіналу за 26 вересня 2018. Процитовано 25 вересня 2018.
- Plaque. Lisbon City Council. 10 грудня 2018. Архів оригіналу за 24 лютого 2021. Процитовано 25 вересня 2018.

### Бібліографічні нотатки
1. ↑  1st ed. Preface ix–xxv; 2nd ed. Preface to Second Edition ix–xxxvi, Preface xxxvii-l